# Haut-Doubs
Pour les articles homonymes, voir Doubs.

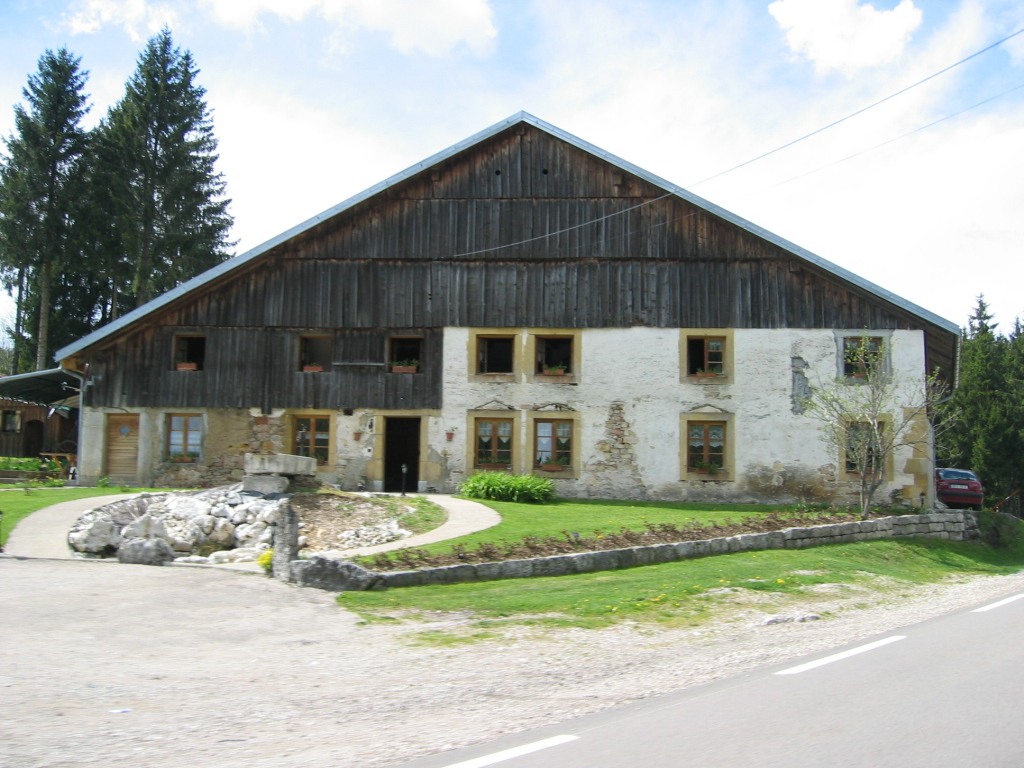
Ferme comtoise traditionnelle du Haut-Doubs vers Morteau, protégée par des tavaillons.

Le Haut-Doubs est une région naturelle de France qui correspond à la partie montagneuse du département du Doubs en Franche-Comté, dans le massif du Jura, le long de la frontière suisse avec pour point culminant le mont d'Or à 1 463 m.

## Caractéristiques
Par convention, le Haut-Doubs correspond aux 68 communes, regroupées en cinq communautés de communes de — Grand Pontarlier, Montbenoit, Altitude 800, Plateau de Frasne et Val du Drugeon, Lacs et Montagnes du Haut-Doubs —, qui totalisent 51 000 habitants environ sur une superficie de 1 142 km2, soit une densité de 45 habitants au km2, avec pour ville principale Pontarlier (18 000 habitants),.

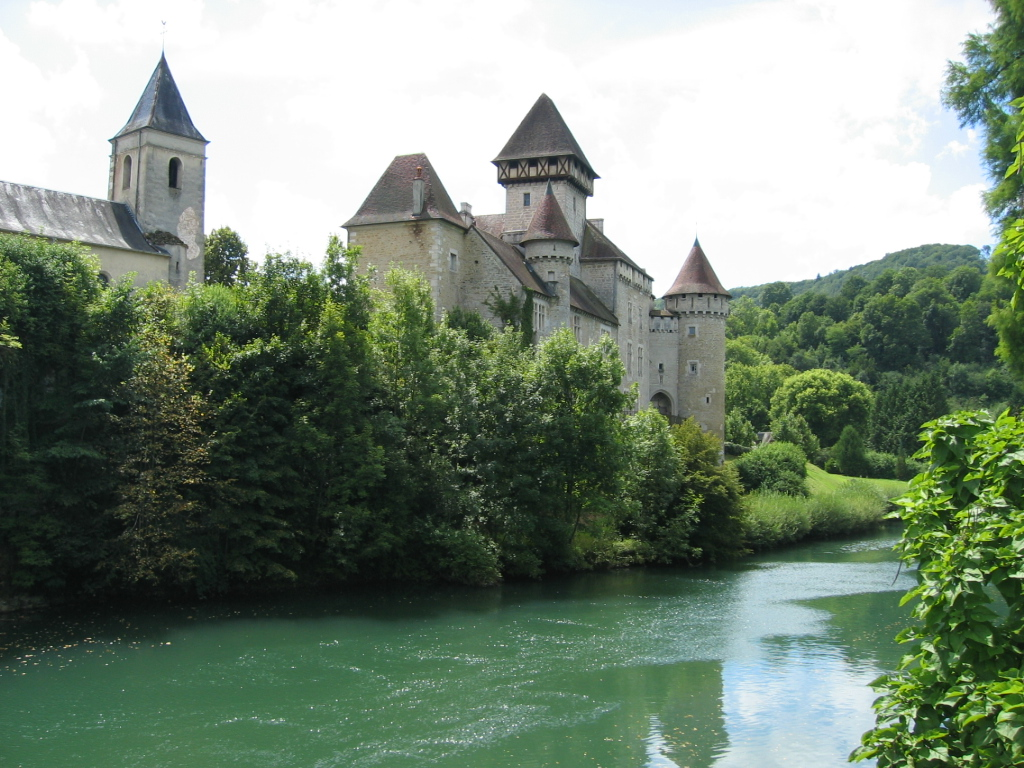
Château de Cléron sur la Loue.
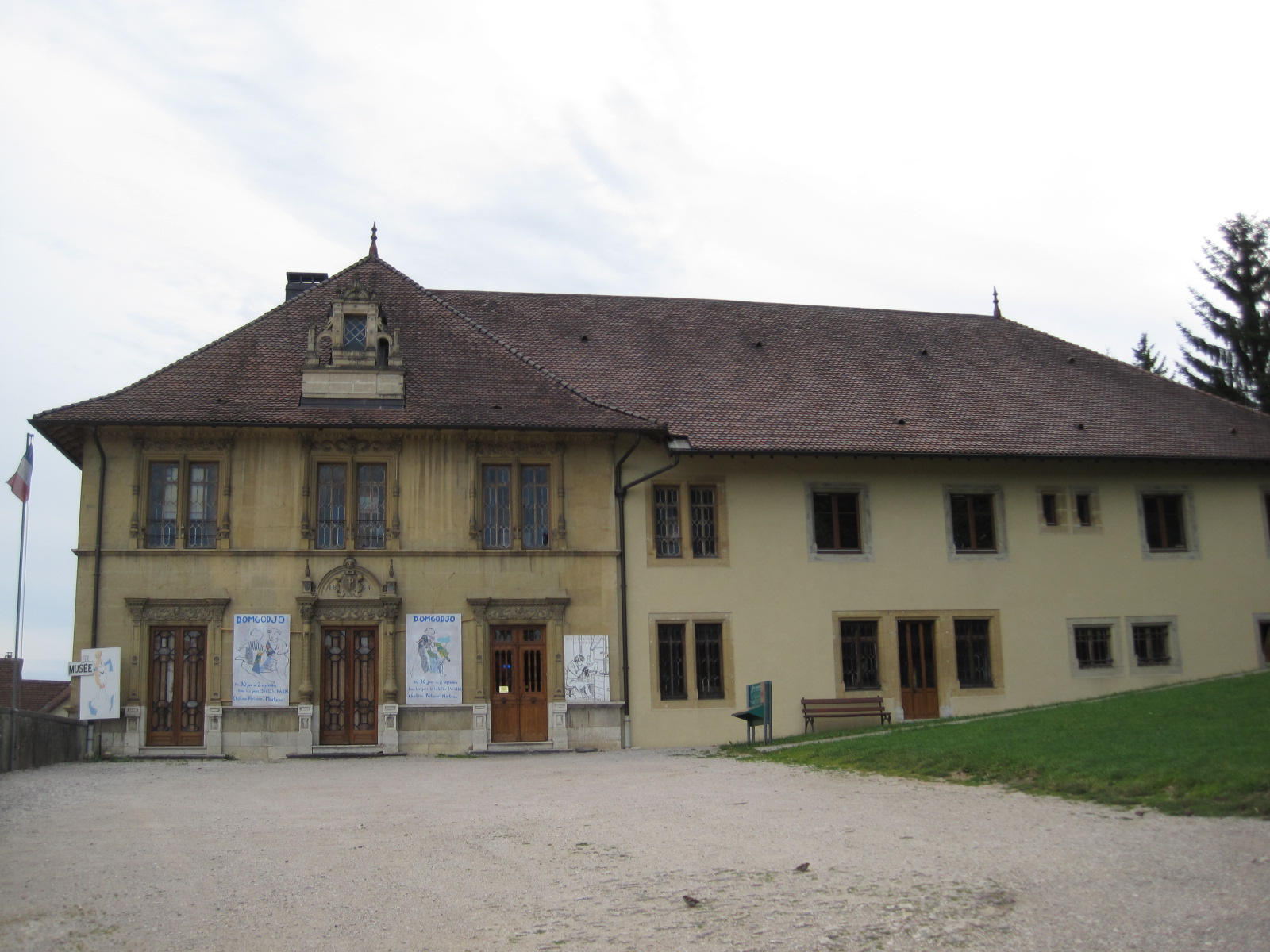
Château Pertusier (XVIe siècle) et musée de l'horlogerie de Morteau.
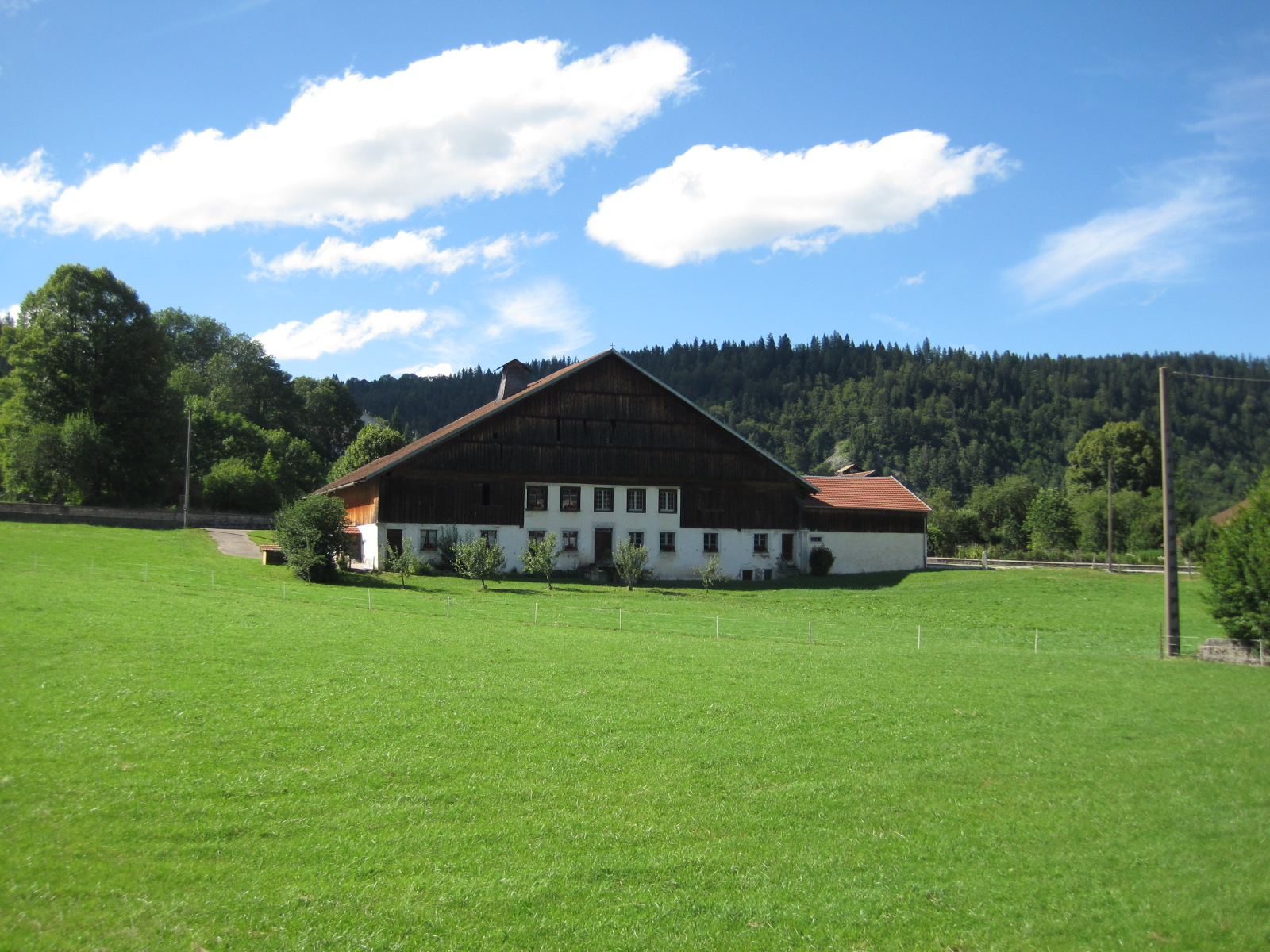
Ferme Jacquemot (ferme comtoise écomusée du XVIIIe siècle).
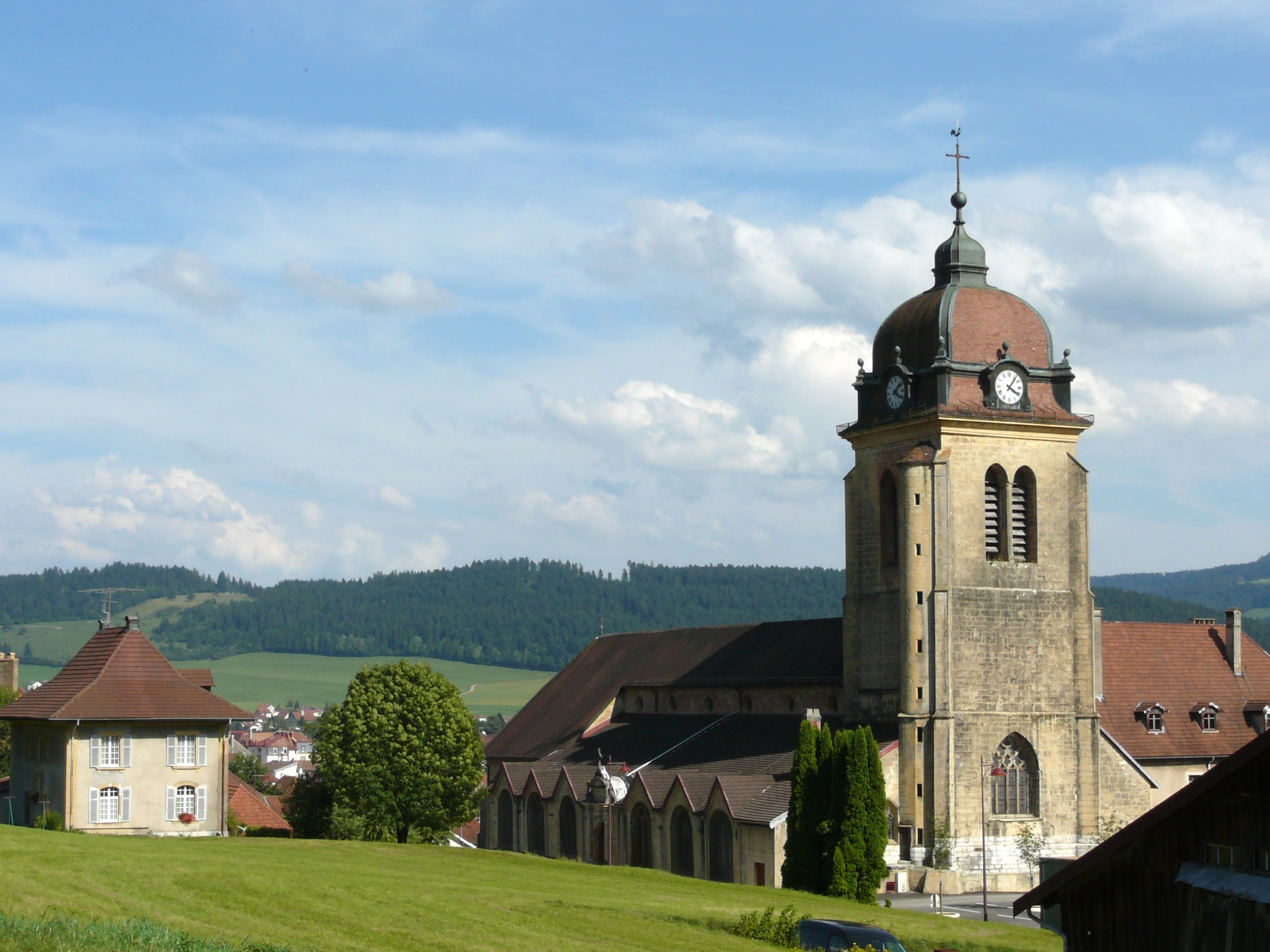
Église Notre-Dame-de-l'Assomption de Morteau à clocher comtois (XVe siècle).
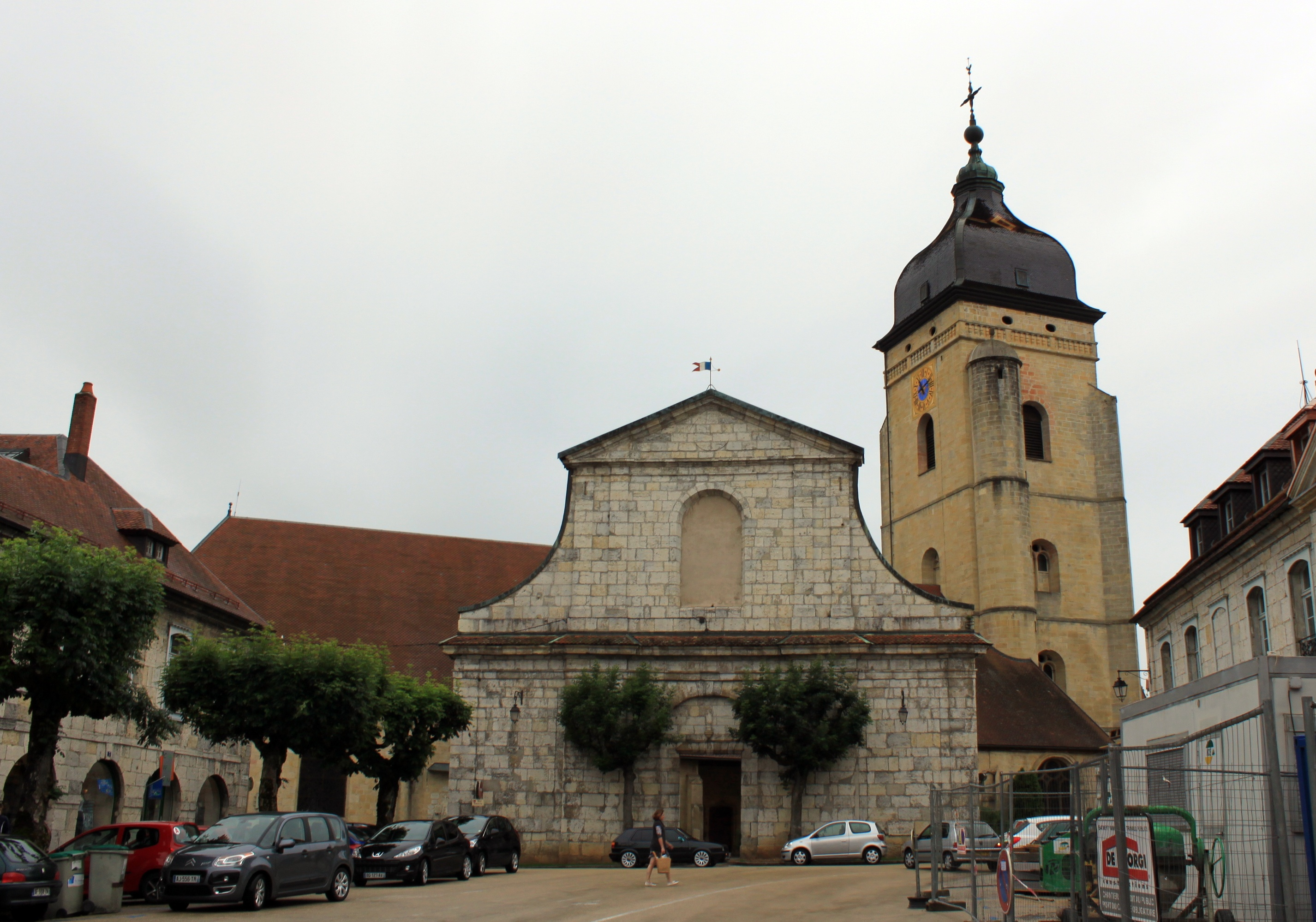
Église Saint-Bénigne de Pontarlier à clocher comtois (XVe siècle).

Les températures exceptionnellement basses observées dans la région, notamment dans la vallée de Mouthe, lui valent le surnom de Petite Sibérie,,.

## Localisation
Le Haut-Doubs, partie la plus élevée du département, n'a pas de définition ou de limites officielles. L'acception la plus large englobe le territoire du département qui regroupe les seconds plateaux du massif du Jura : Levier-Pontarlier, Frasne, Charmoille, Maiche-Le Russey, ainsi que la crête sommitale (Haute-Chaîne) où passe la frontière avec la Suisse. C'est également ici que la rivière Doubs parcourt les premiers de ses 453 km, dans une Haute Vallée, en partie franco-suisse.
On distingue généralement le Haut-Doubs forestier — forêts domaniales de Levier Arc et Scay et de la Joux au sud (aux alentours de Mouthe et Levier) —, du Haut-Doubs horloger au nord (autour de Maiche et Morteau).

## Altitudes
Comprises entre 500 m, à Ouhans, et 1 463 m pour point culminant avec le mont d'Or. On peut également trouver des sommets de basse altitude comme le mont Miroir à 982 m.

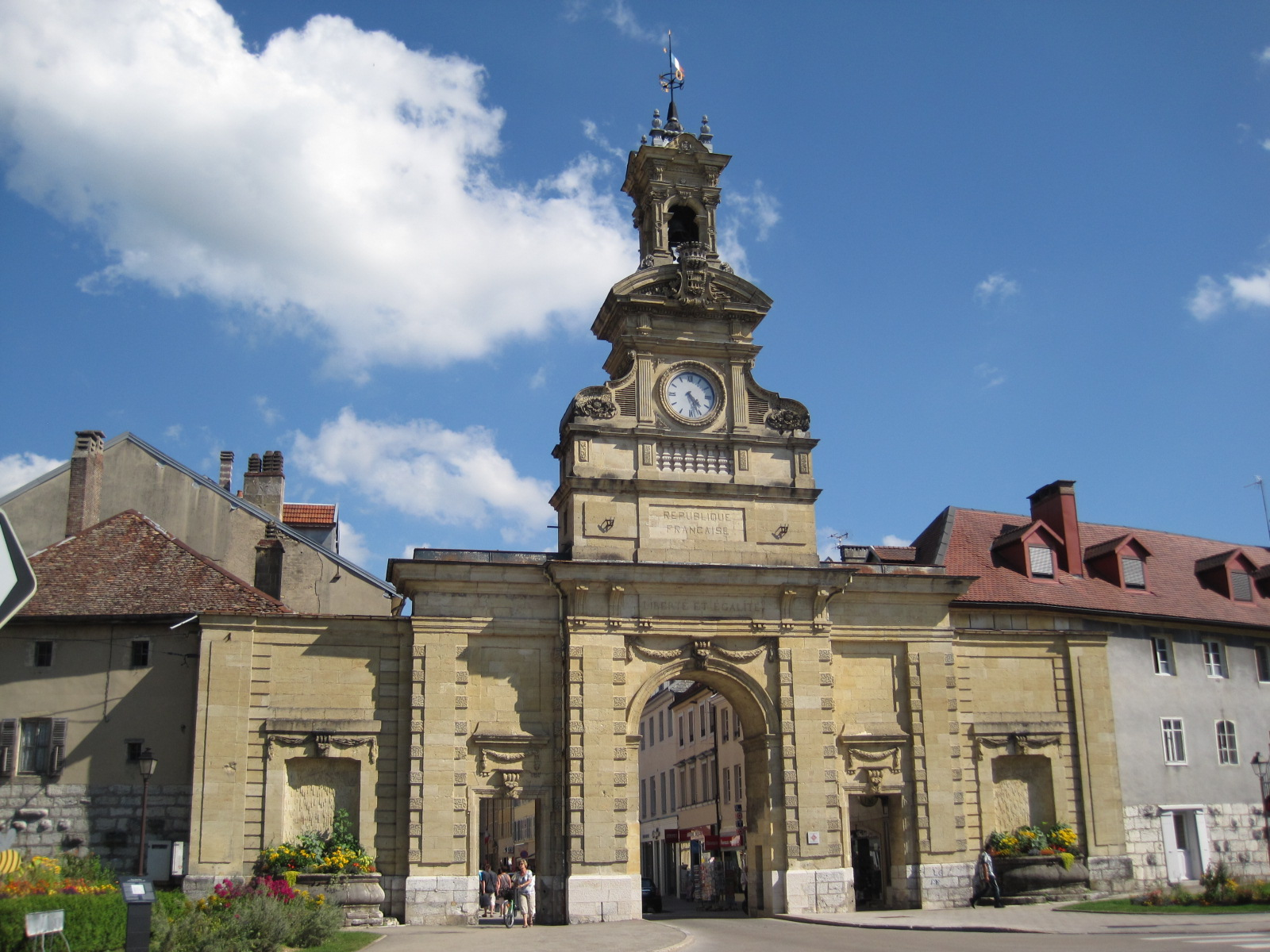
Porte Saint-Pierre de Pontarlier (XVIIIe siècle).
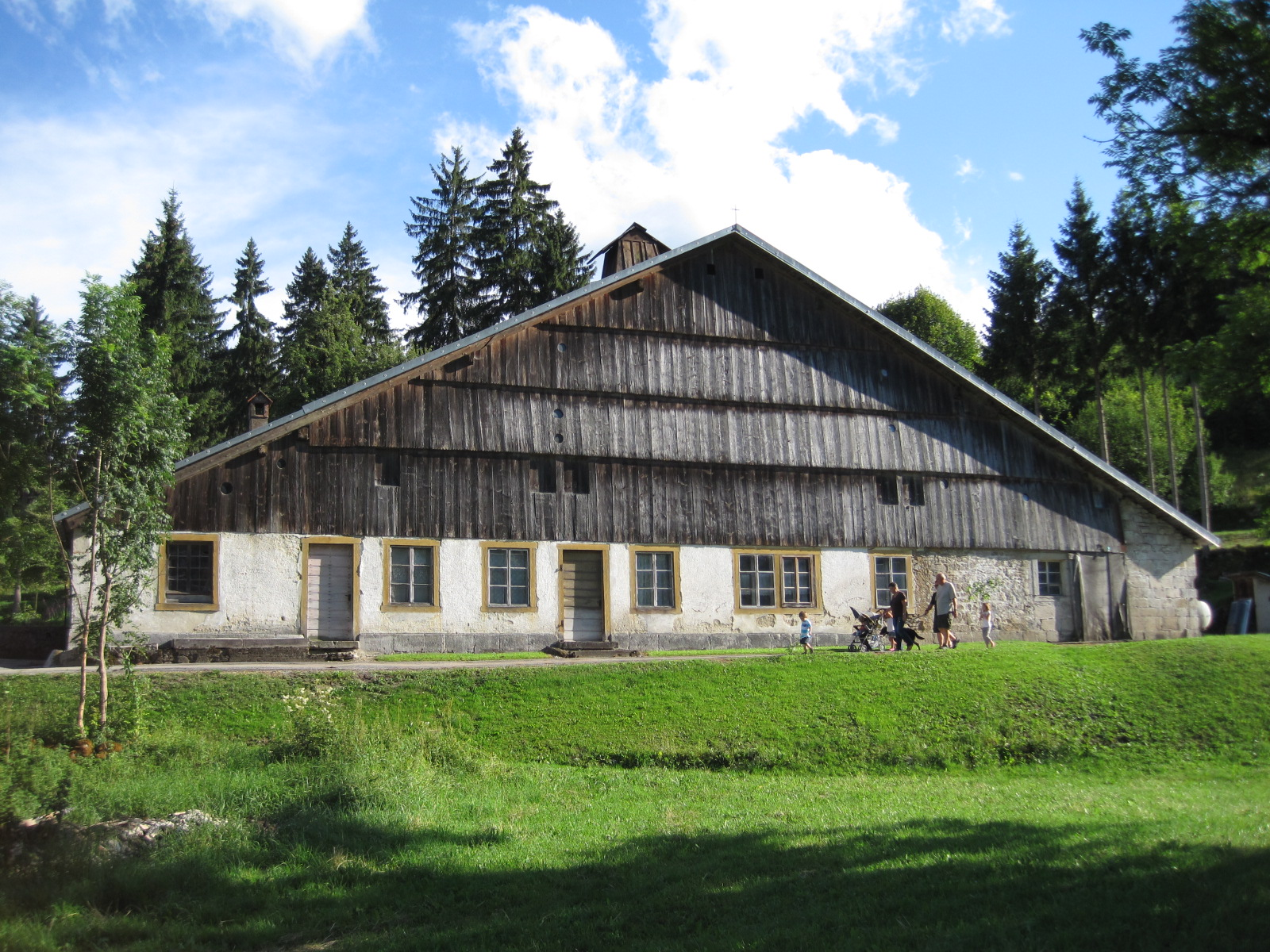
Ferme comtoise.
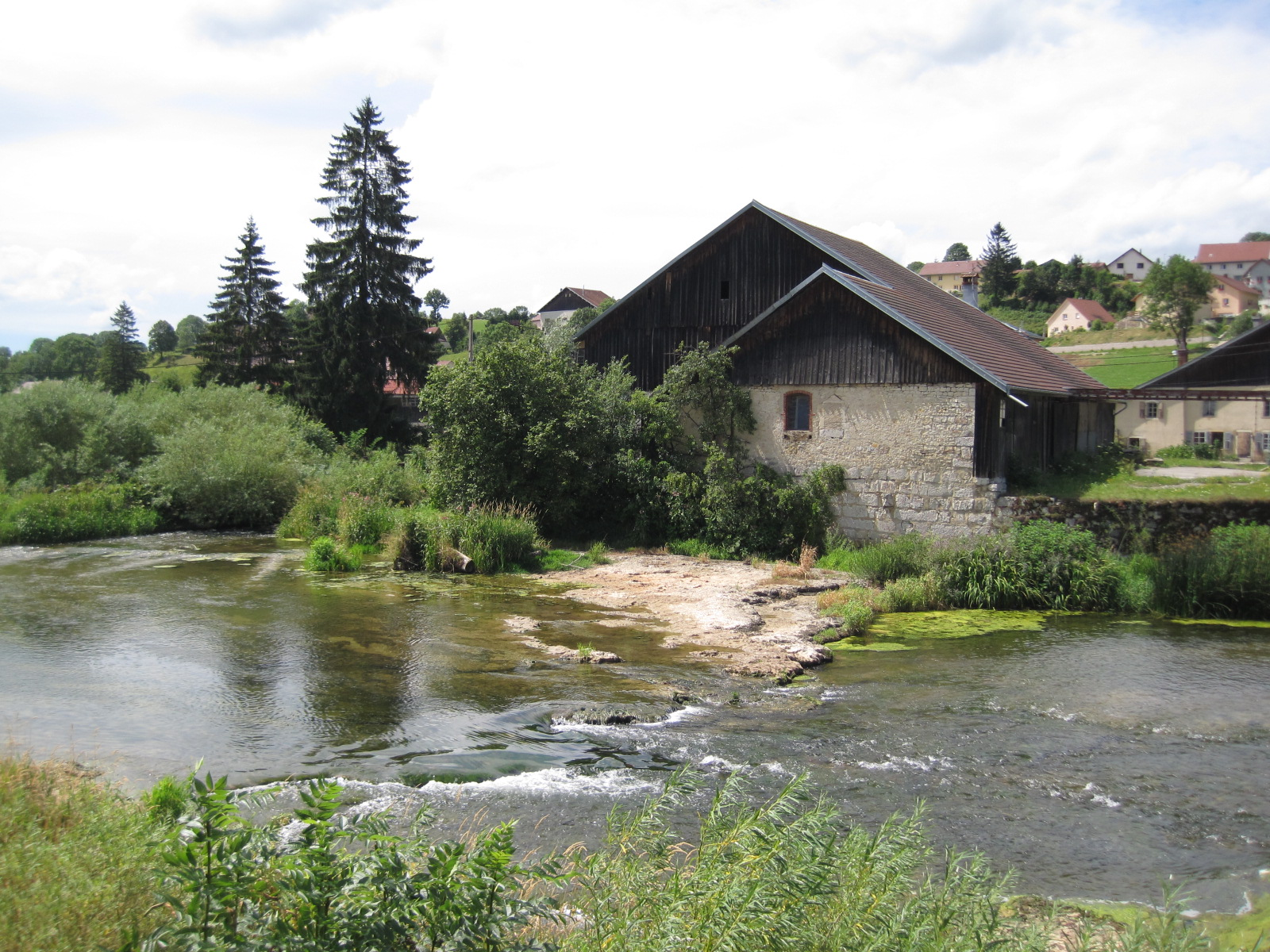
Ferme comtoise sur le Doubs.
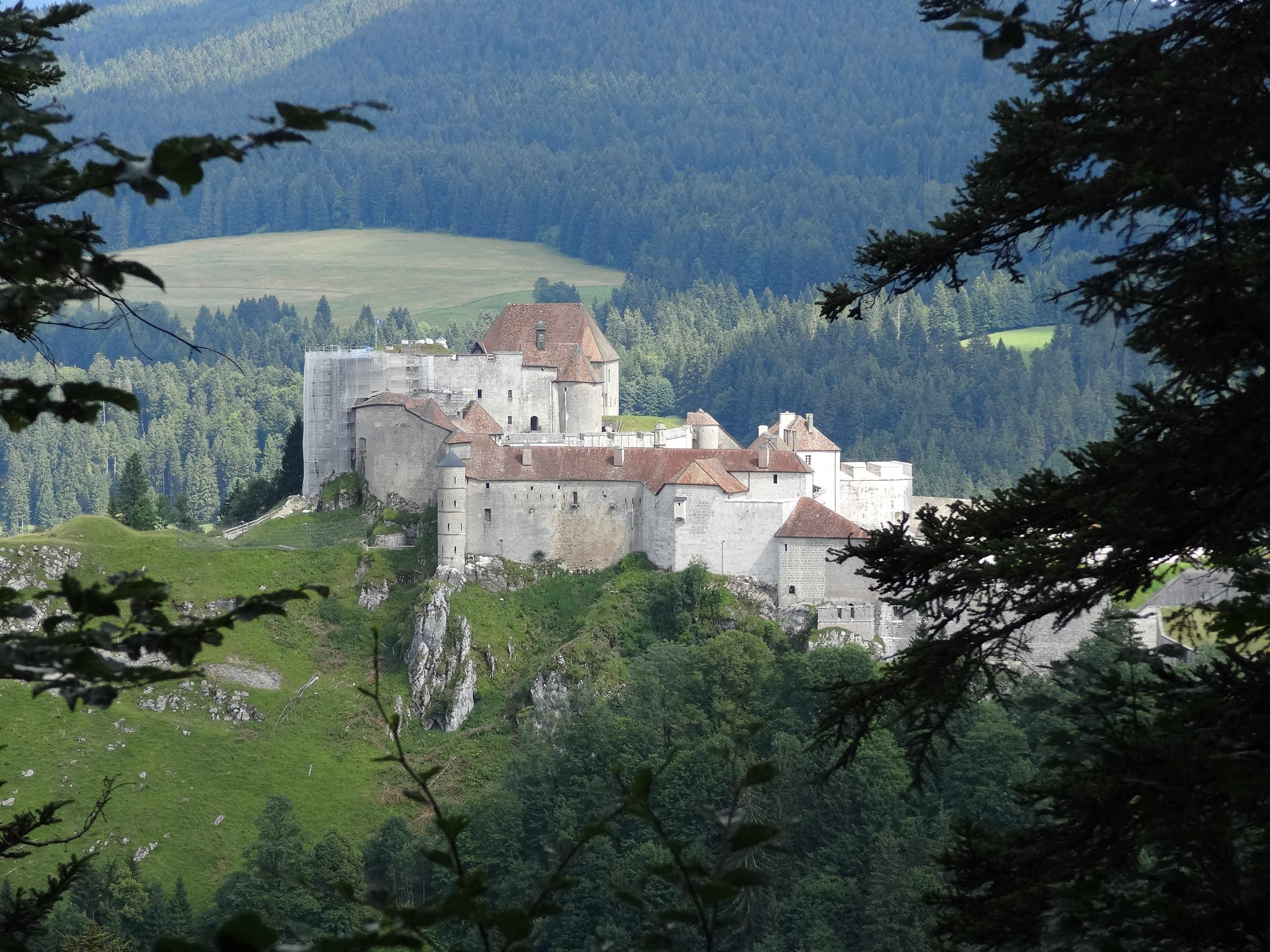
Fort de Joux (XIe siècle).
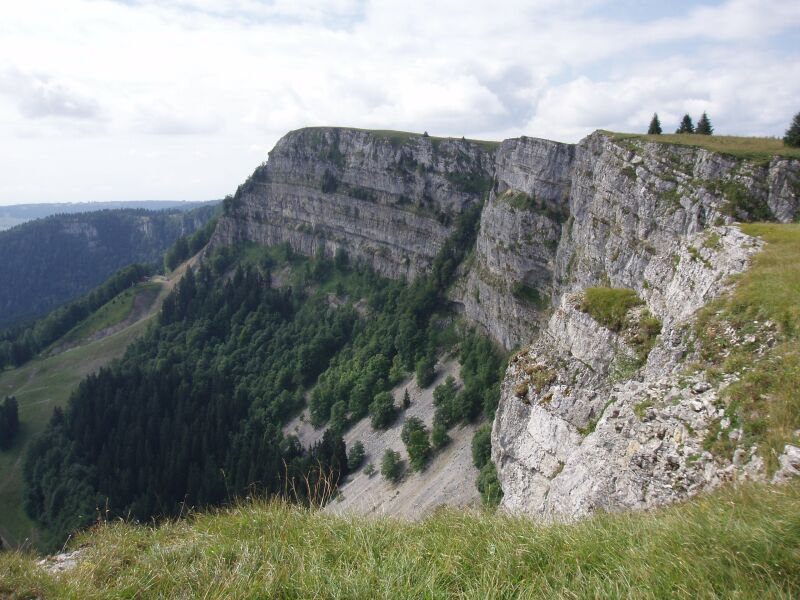
Mont d'Or à 1 463 m.

## Sites naturels
- Lac de Saint-Point
- Lac de Remoray
- Source du Doubs
- Gorges du Doubs (saut du Doubs, défilé d'Entre-Roches, gorges de Remonot)
- Gorges de Nouailles (Loue)
- Parc naturel régional du Haut-Jura
- Parc naturel régional du Doubs Horloger

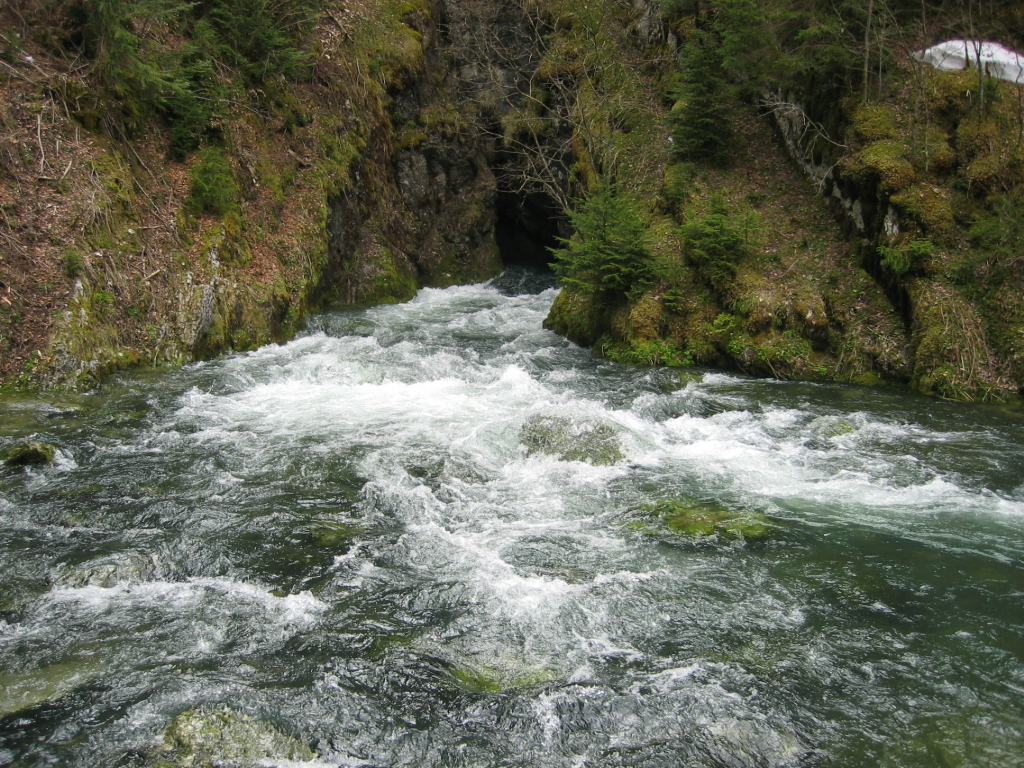
Source du Doubs à Mouthe.
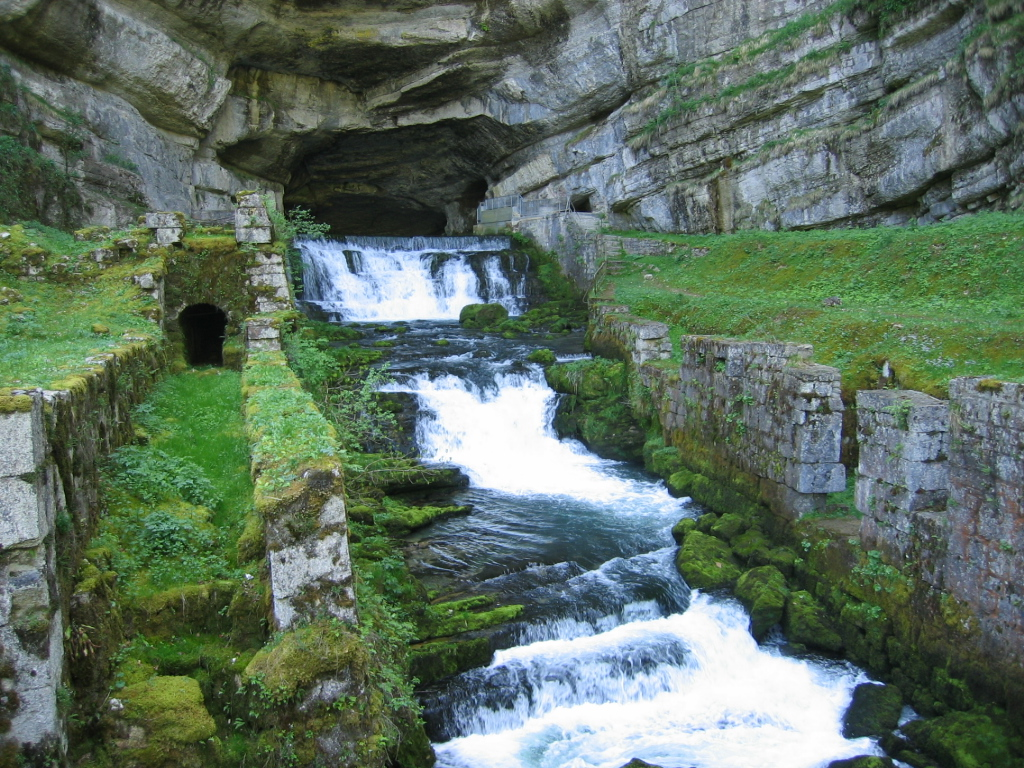
Source de la Loue.
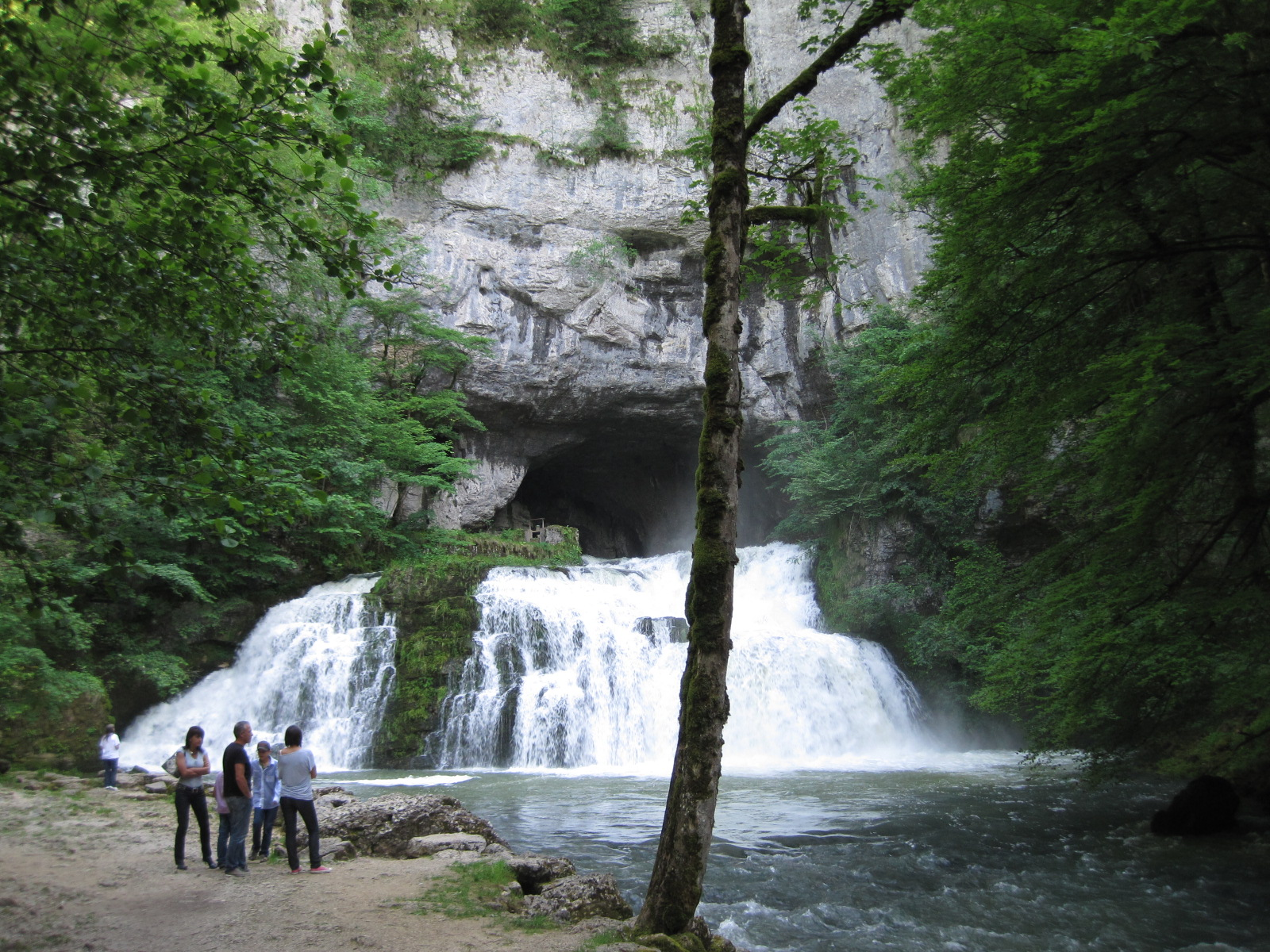
Source-résurgence du Lison.
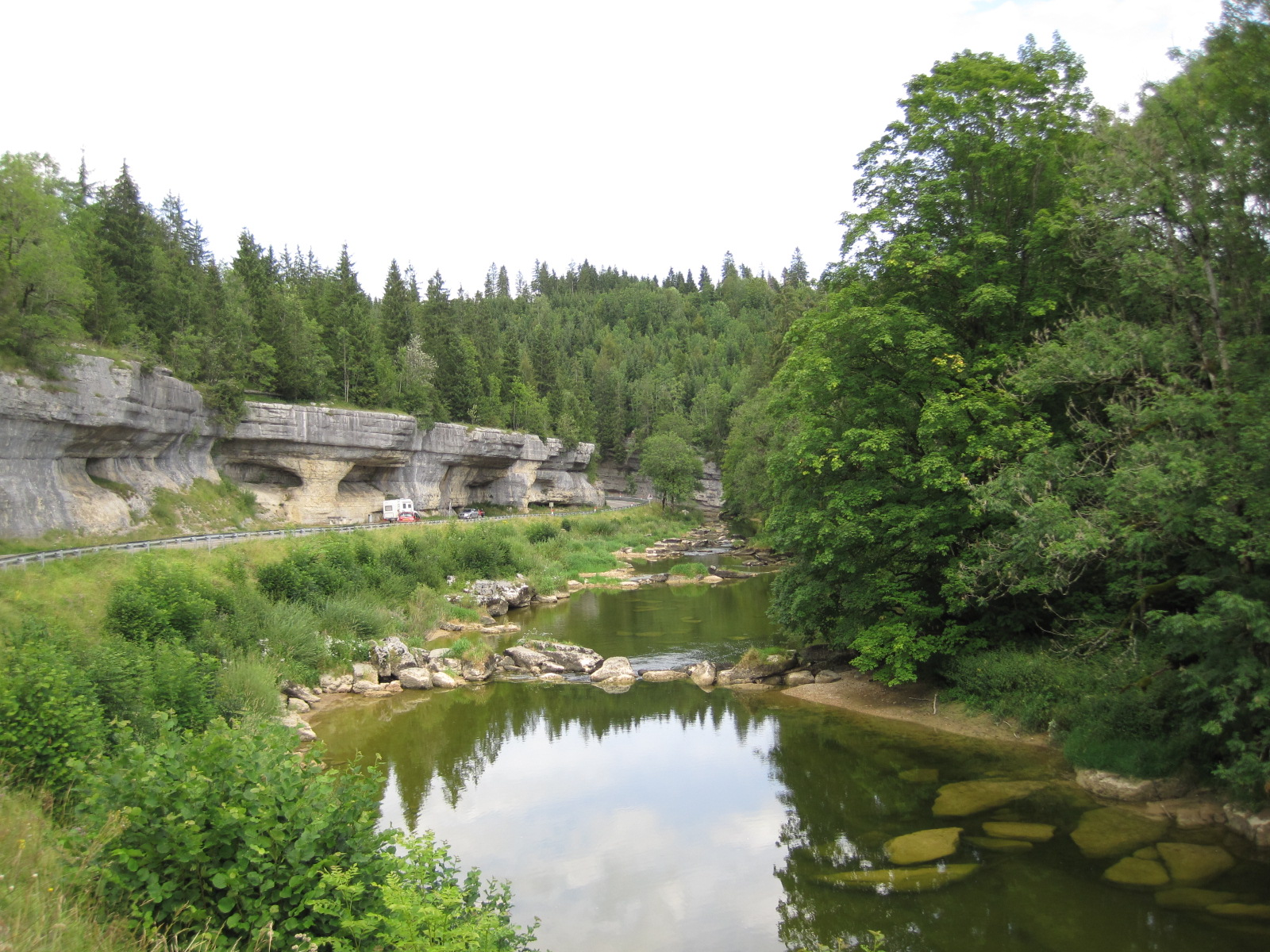
Défilé d'Entre-Roches et gorges de Remonot.
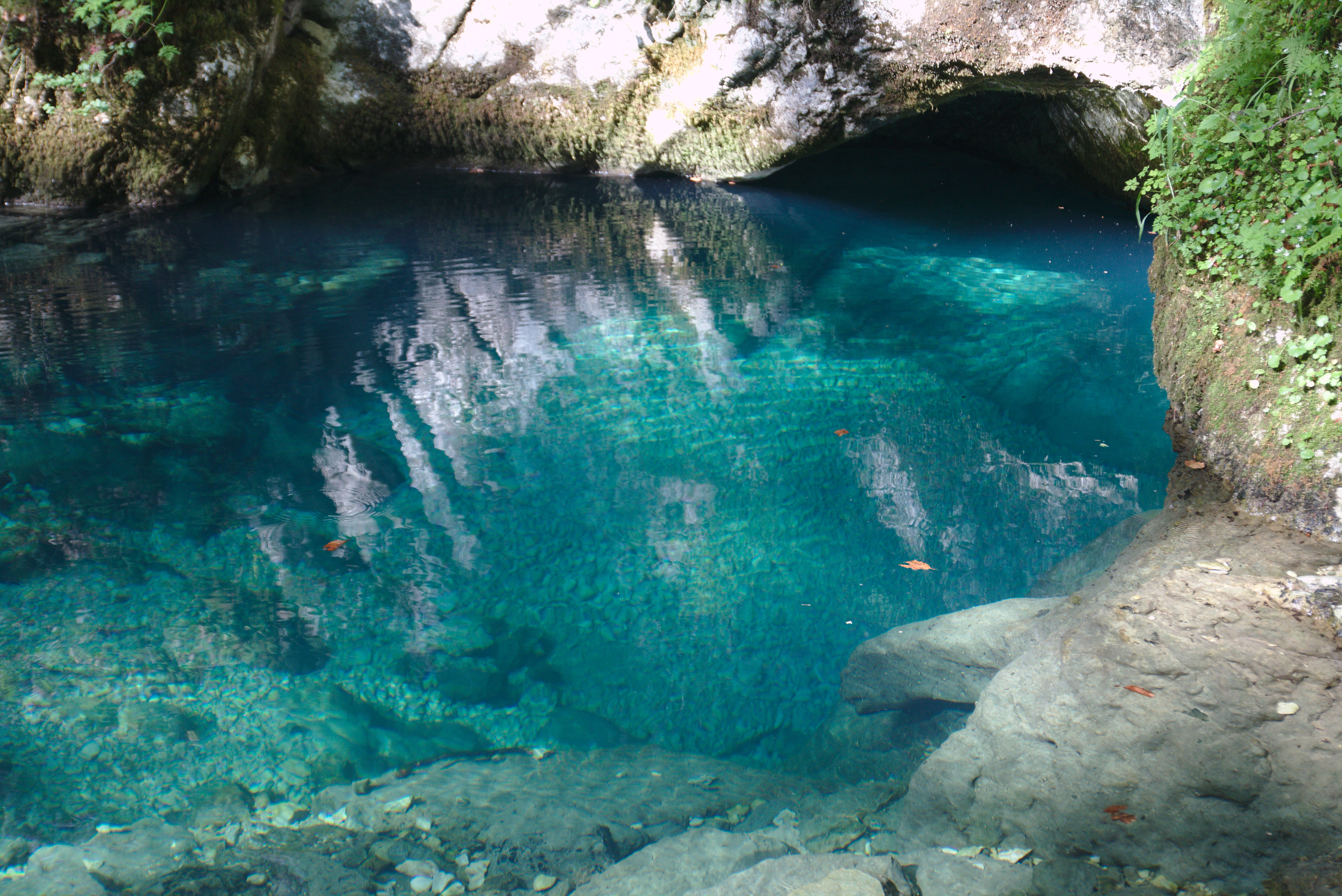
La Source bleue (Malbuisson)

## Économie
Le Haut-Doubs est une région d'élevage bovin (lait, fromage, viande) et porcin (charcuterie), d'industrie traditionnelle et historique en microtechnique et horlogerie, et de toutes les activités liées à la filière bois.

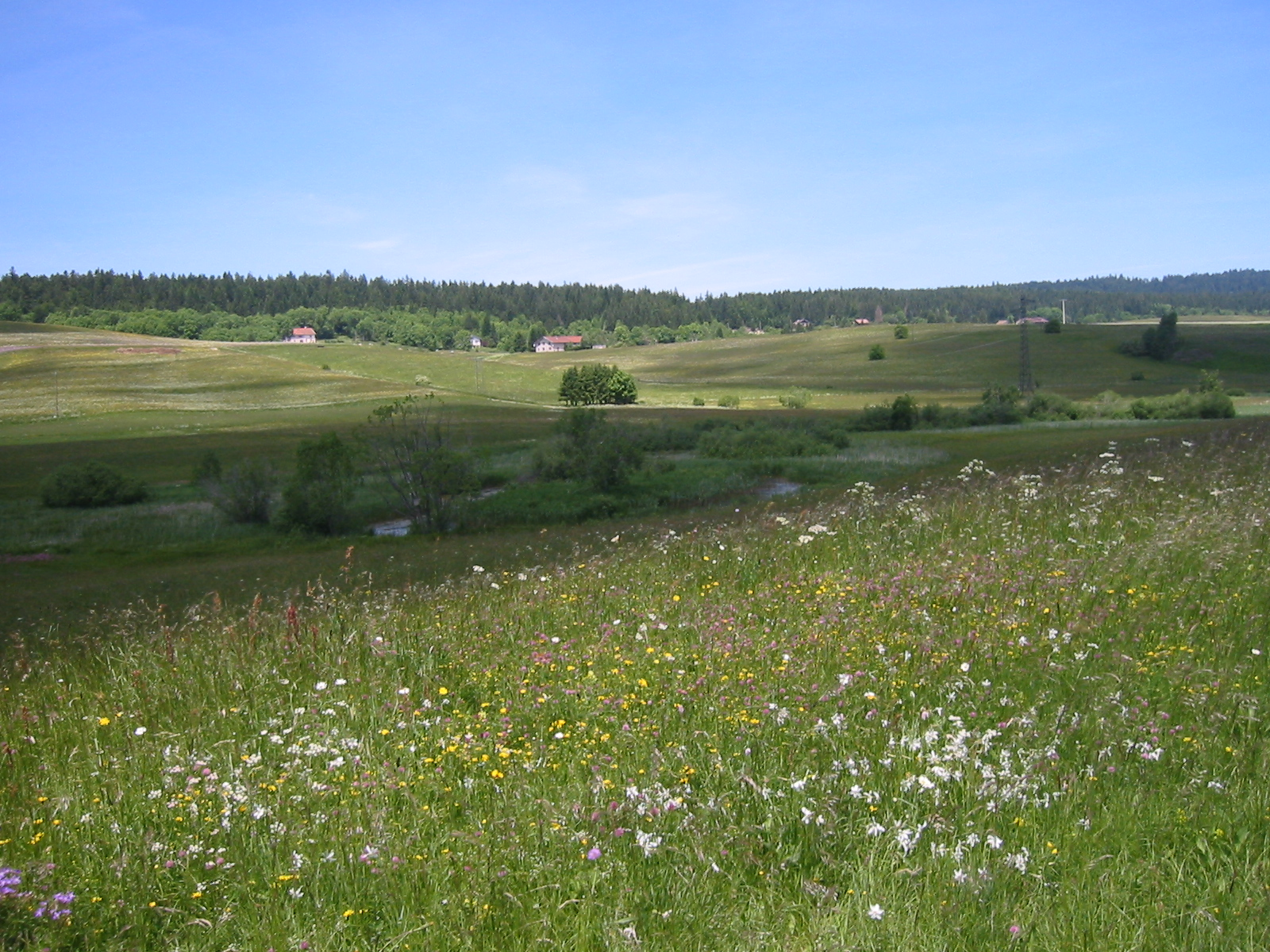
Paysage typique en été.
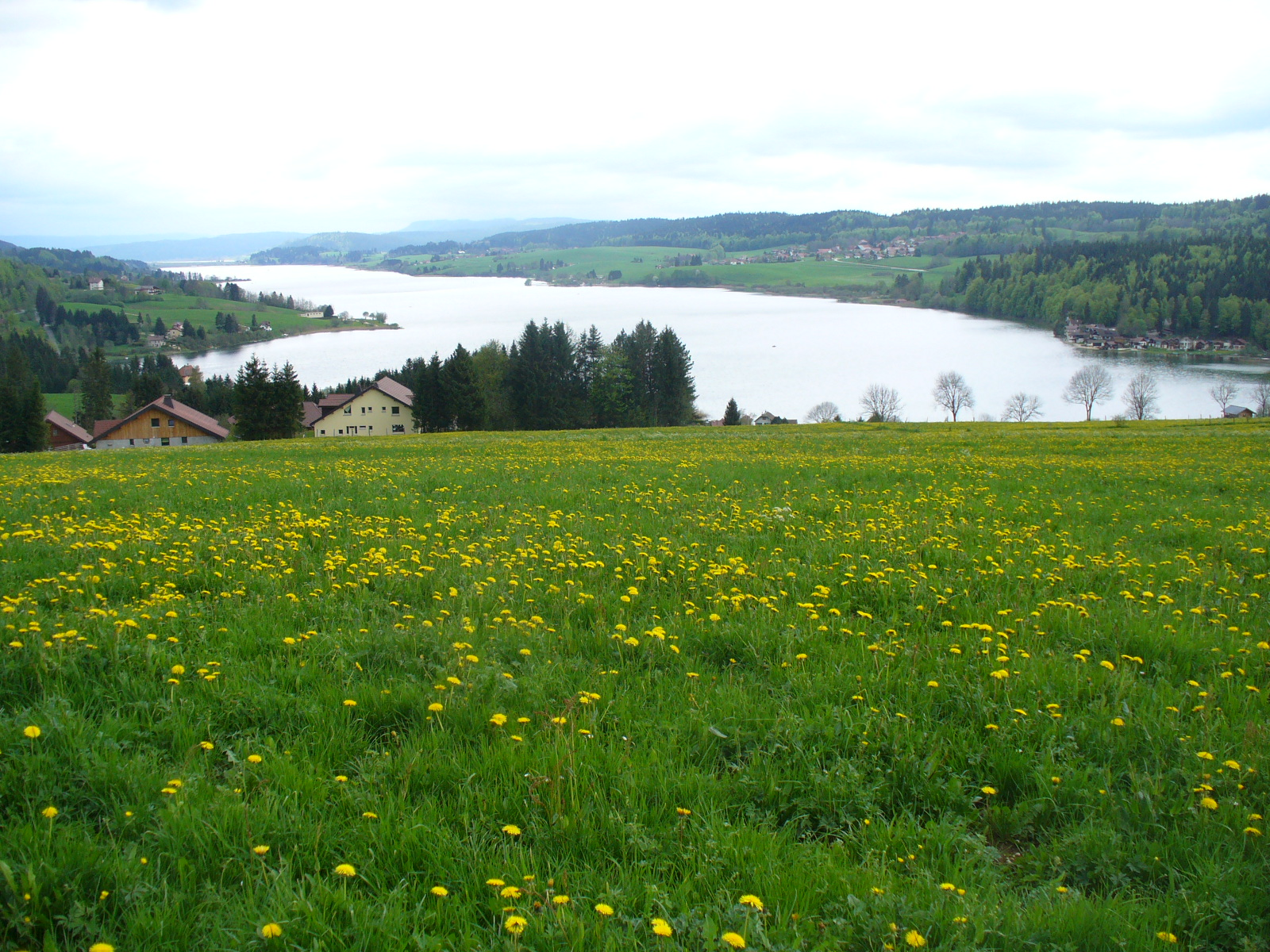
Lac de Saint-Point.
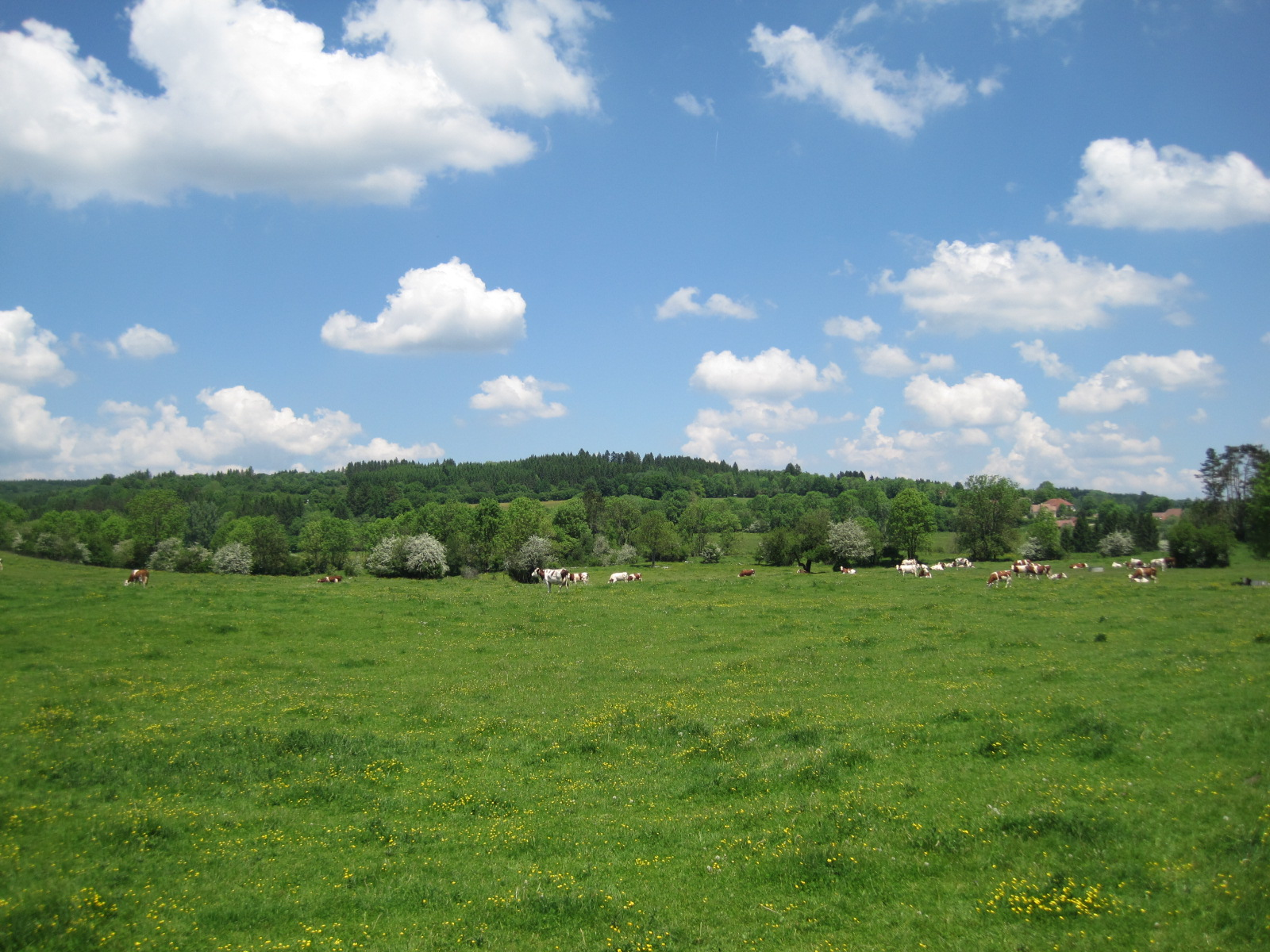
Paysage typique en été.
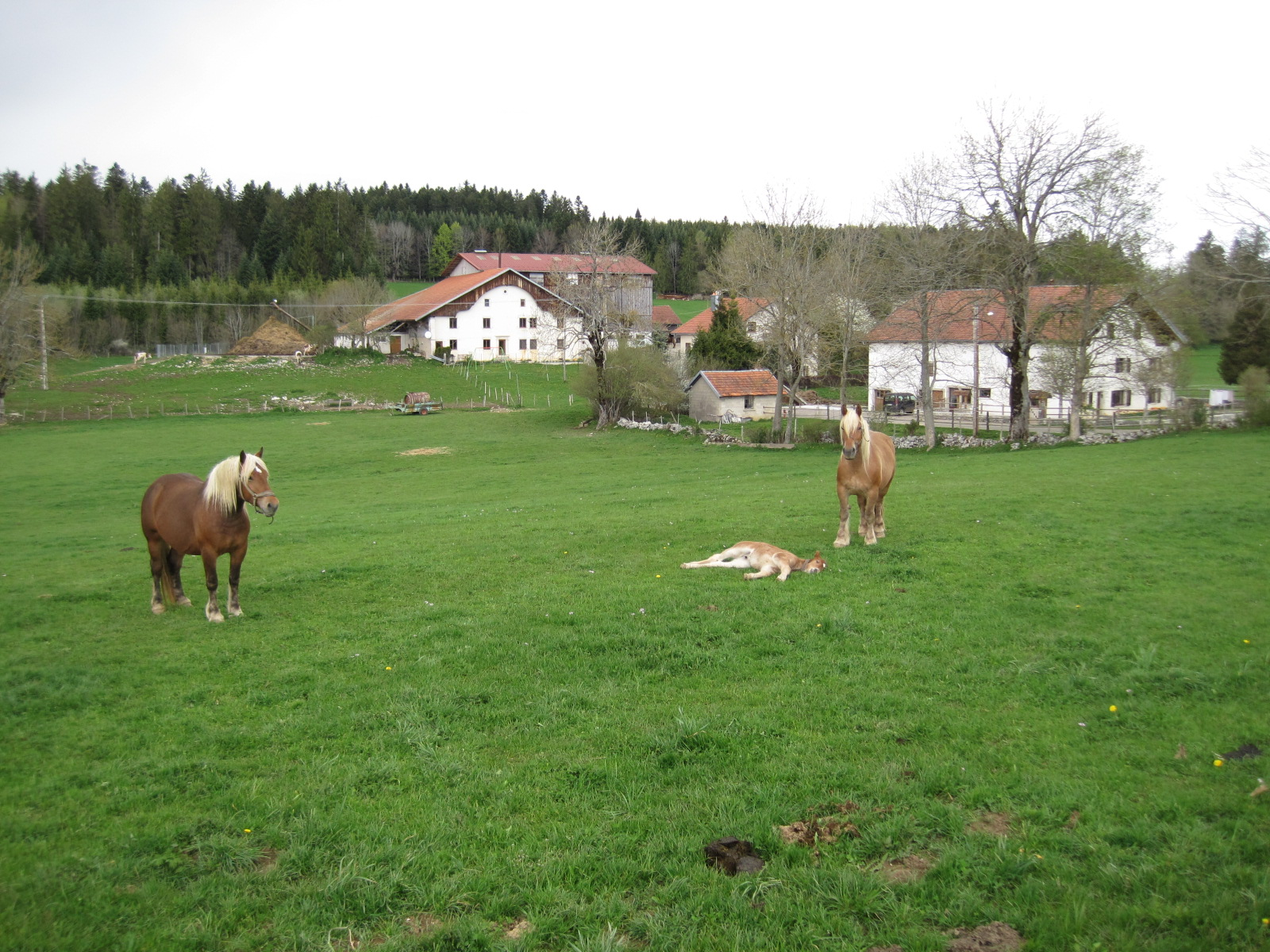
Cheval comtois et ferme comtoise.
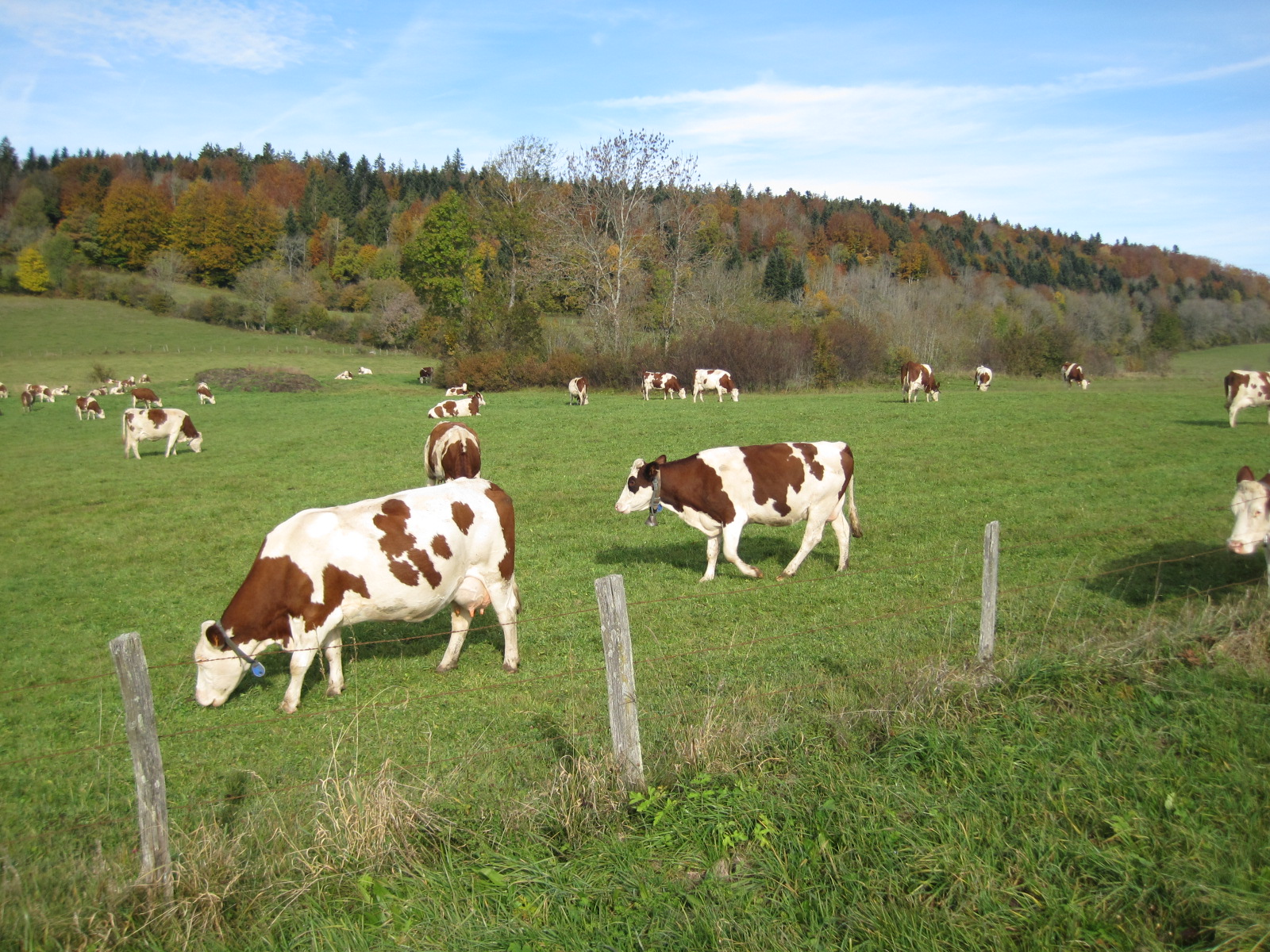
Montbéliardes.
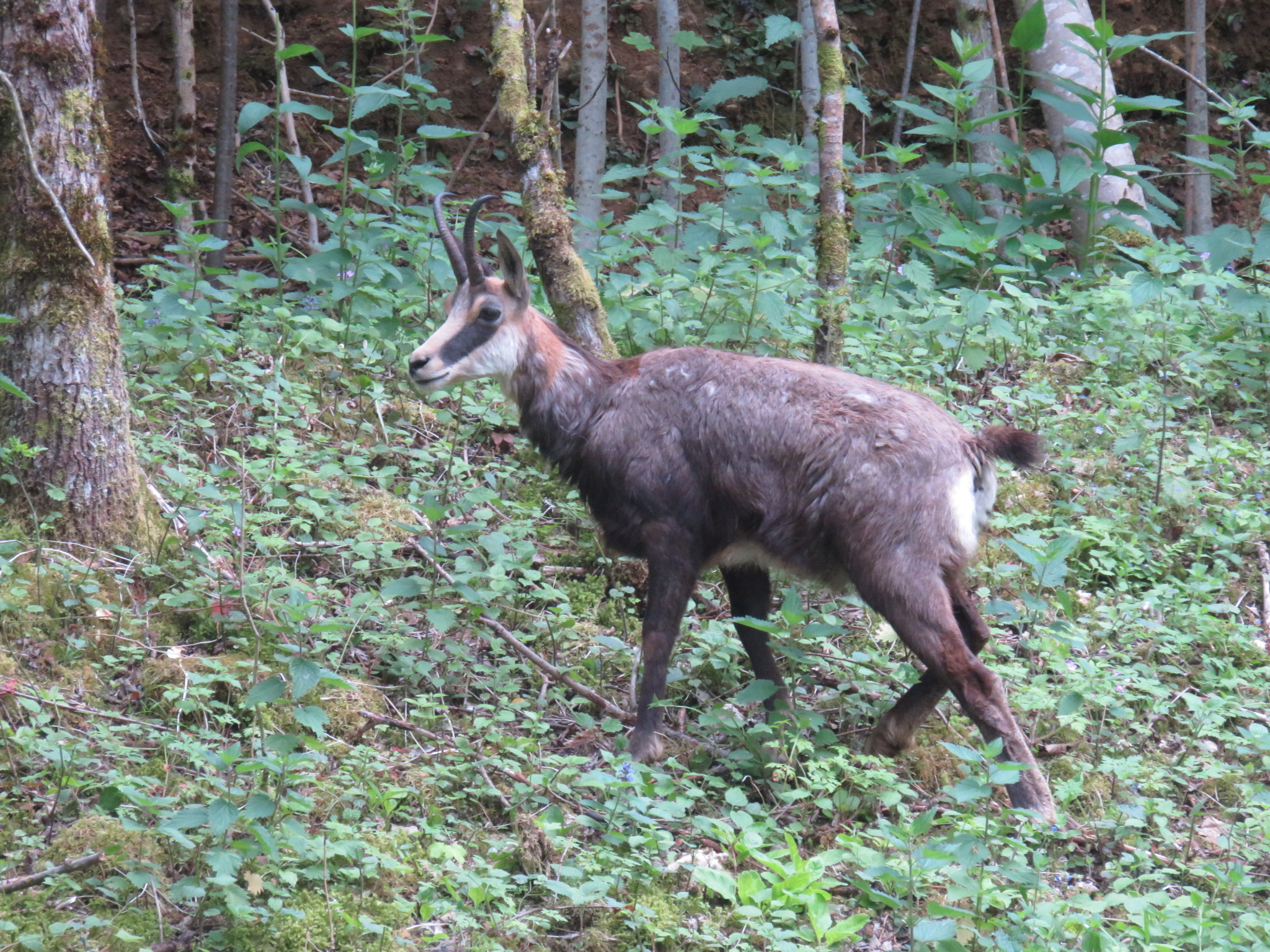
Chamois du Haut Doubs.

De nombreux frontaliers français bénéficient de hauts niveaux de revenus grâce au change avantageux du franc suisse en euro. Ils travaillent par exemple dans les importantes zones industrielles spécialisées en microtechnique et horlogerie suisses notamment au Locle et à La Chaux-de-Fonds à 15 km de Morteau.
Le commerce bénéficie également du relativement haut pouvoir d'achat des Suisses qui profitent massivement de leur avantage économique pour certaines catégories d'achat.
Un gisement de lignite est exploité de façon artisanale entre la fin du XVIIe siècle et 1946, principalement dans la mine du Grand-Denis située à Flangebouche. Le gisement de prolonge dans la Bresse.

## Loisirs
- Tourisme dans le Doubs
- Station de ski : Métabief
- Écotourisme, randonnée pédestre, VTT, etc.

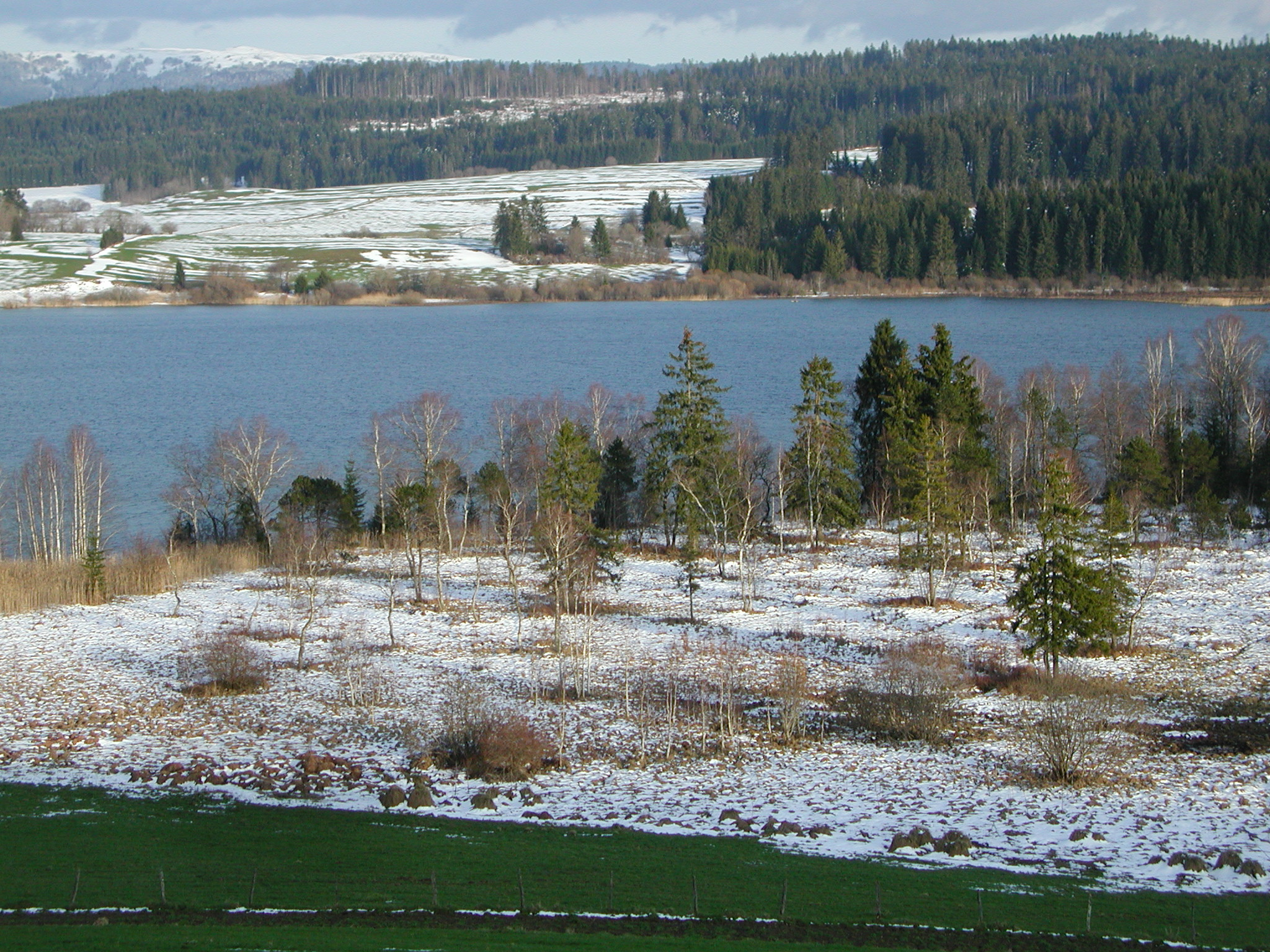
Réserve naturelle nationale du lac de Remoray.
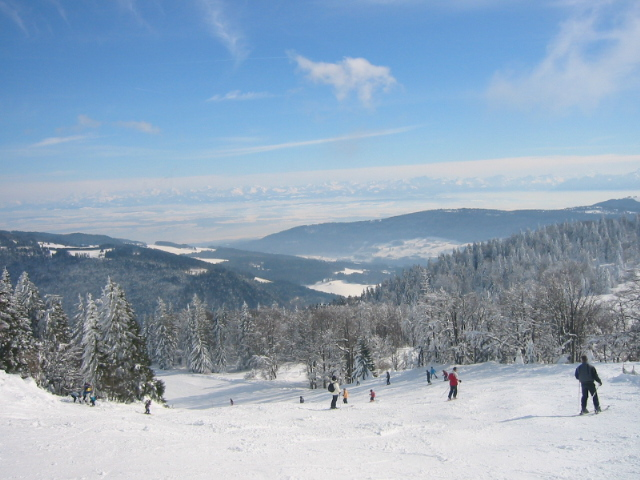
Ski à Métabief.
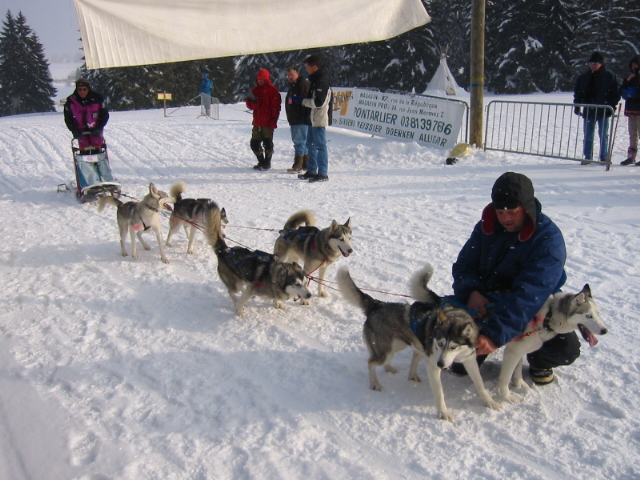
Course de musher et de chiens d'attelage.
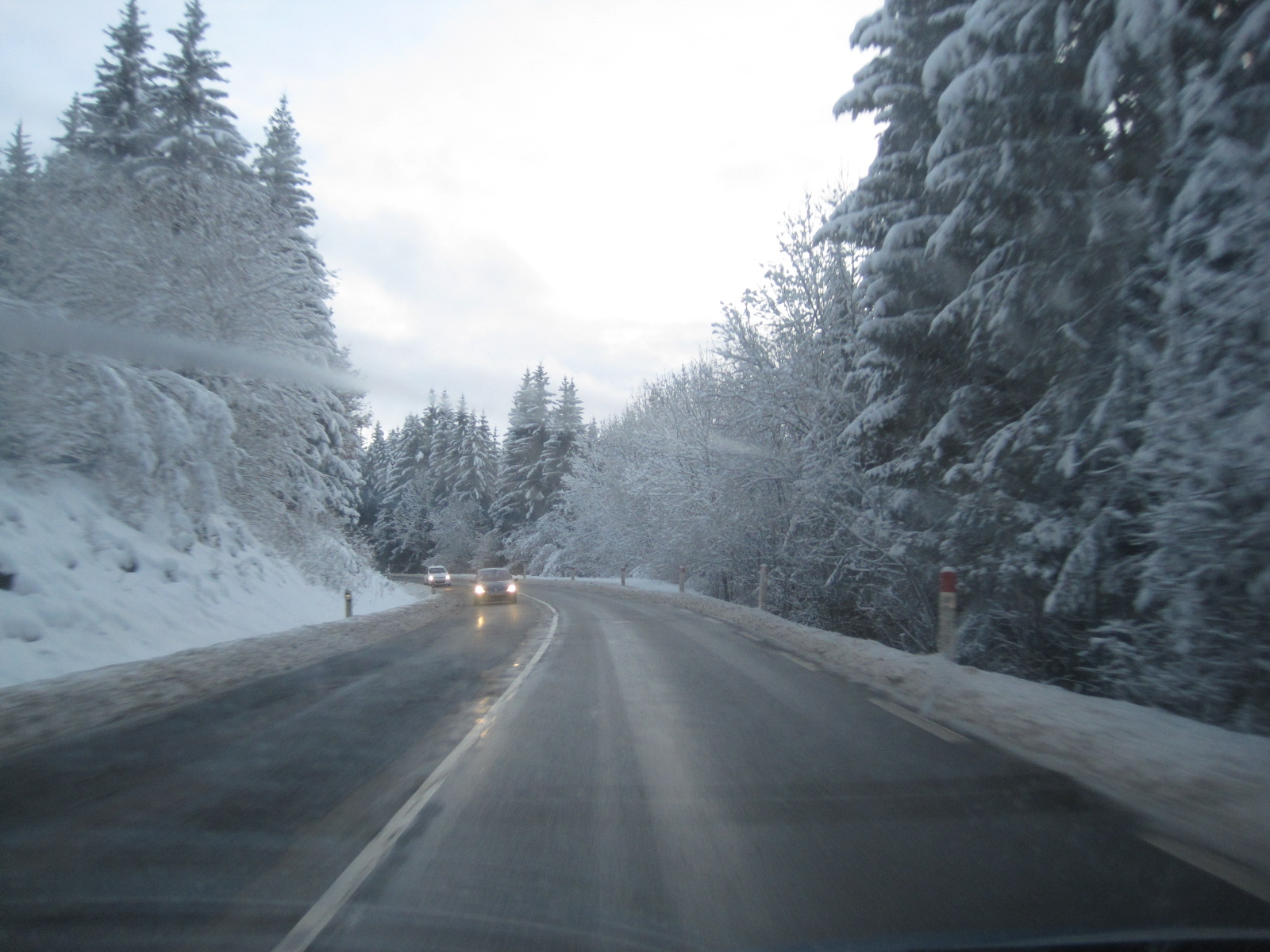
RN57 de Besançon vers Pontarlier en hiver.
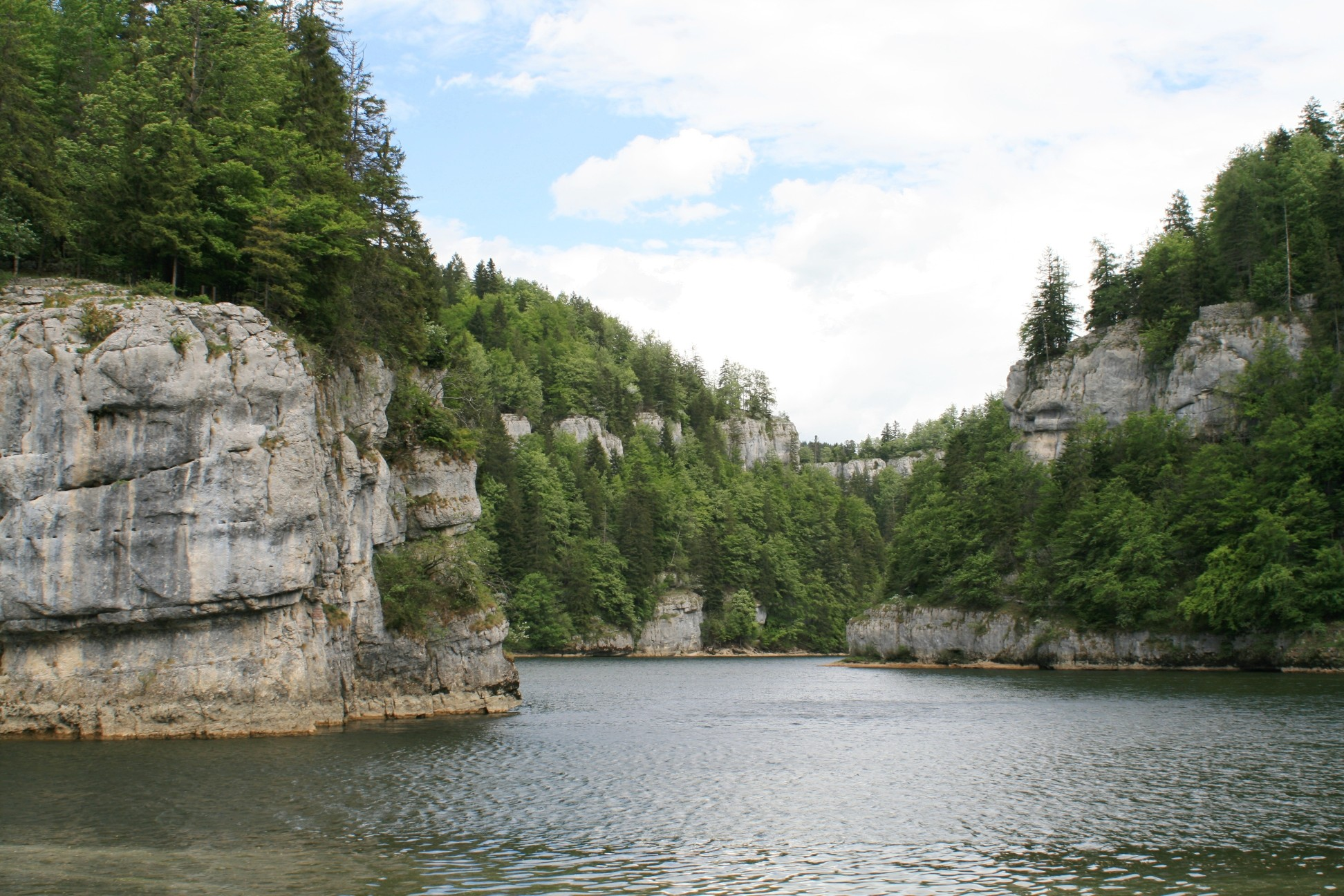
Gorges du Doubs.
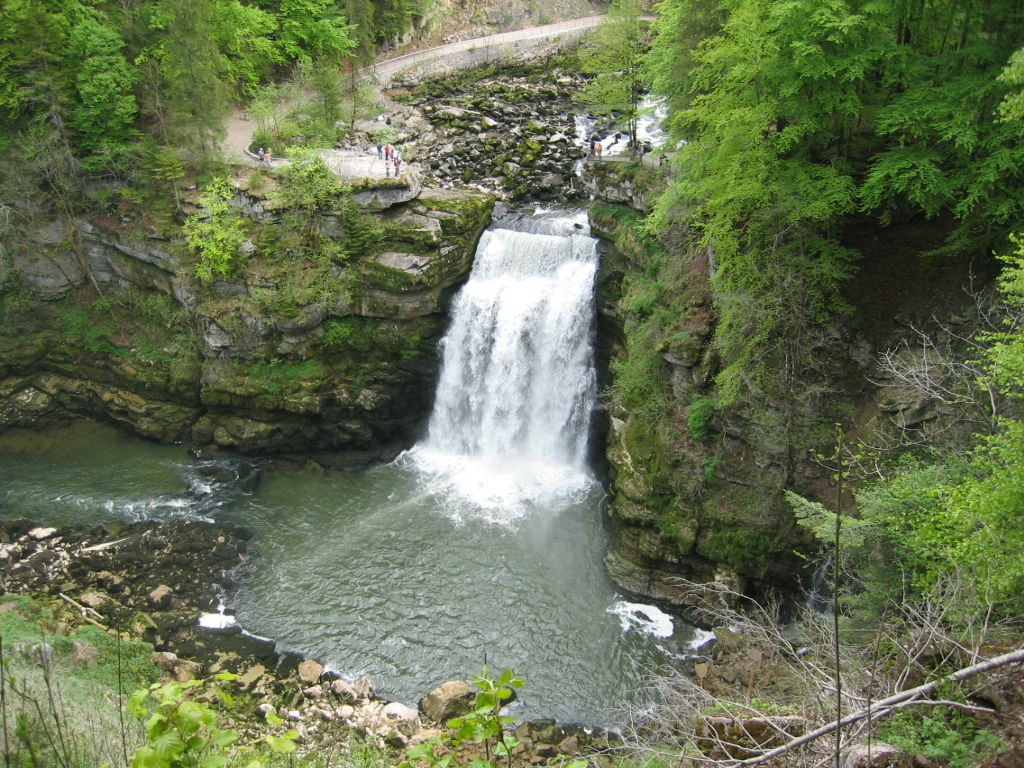
Saut du Doubs.

## Gastronomie
Le Haut-Doubs produit de nombreuses spécialités de la cuisine franc-comtoise, par son terroir de région montagneuse et verte d'élevage bovin, de production laitière et de fromages, de salaisons fumées, d’eau claire des torrents, rivières et des lacs, de forêts à champignons, de gibiers.

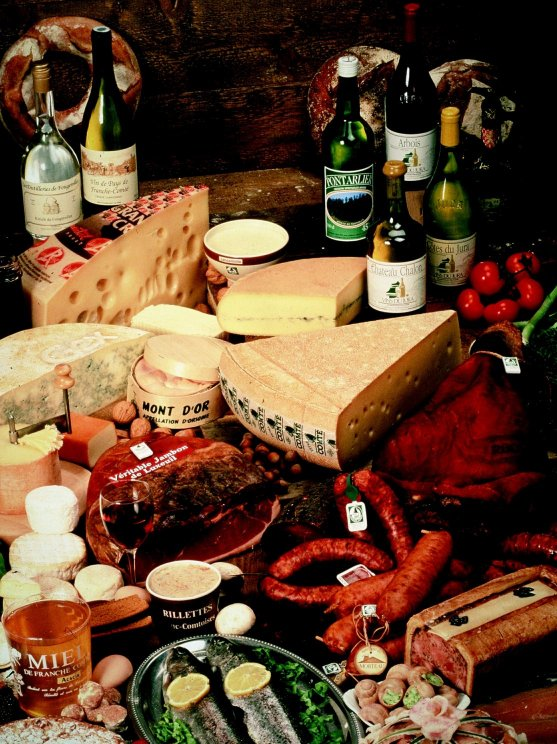
Produits du haut-Doubs.
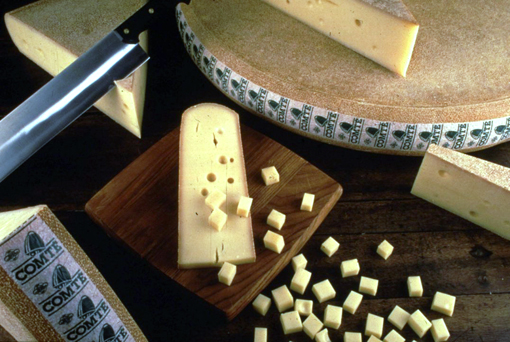
Comté.
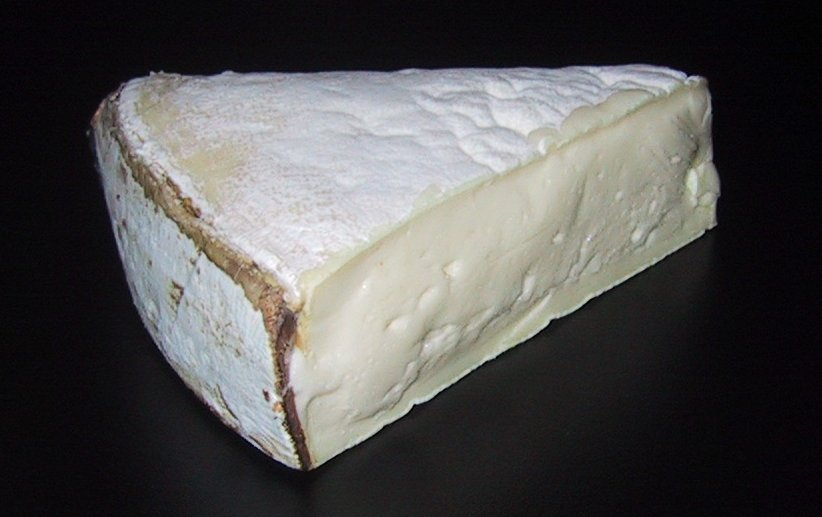
Mont d'Or.
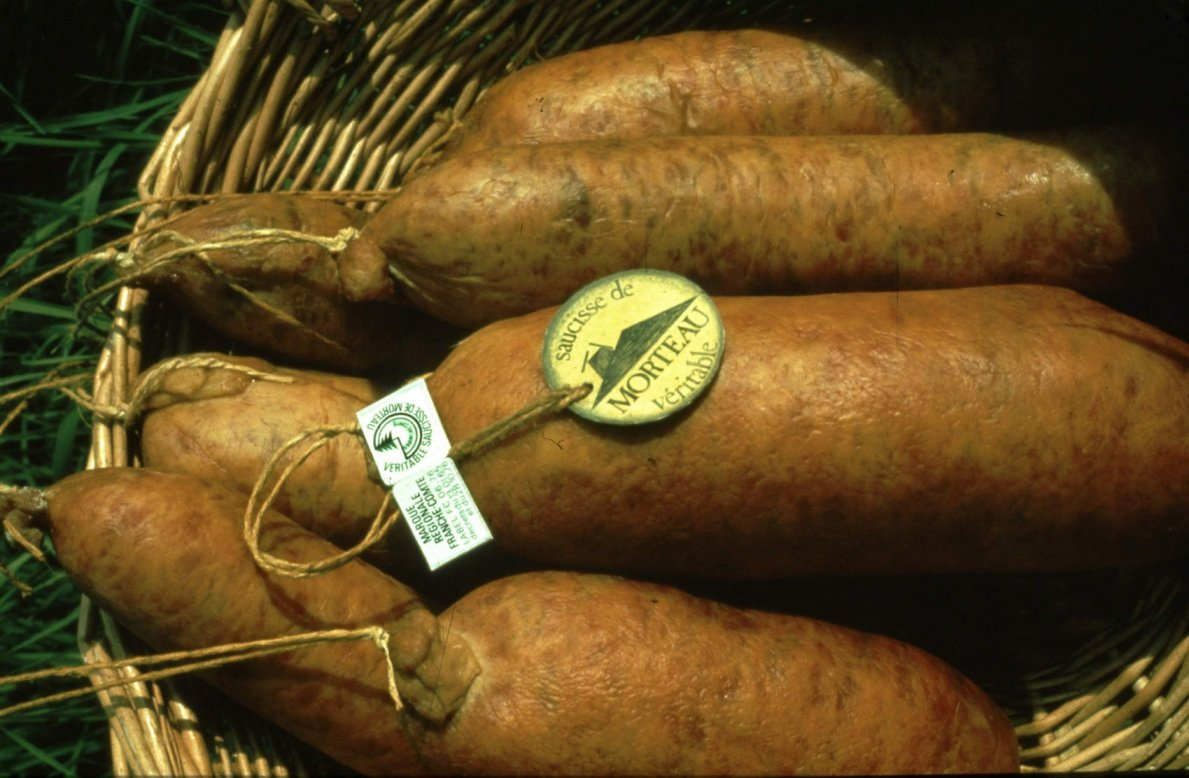
Saucisse de Morteau fumée.
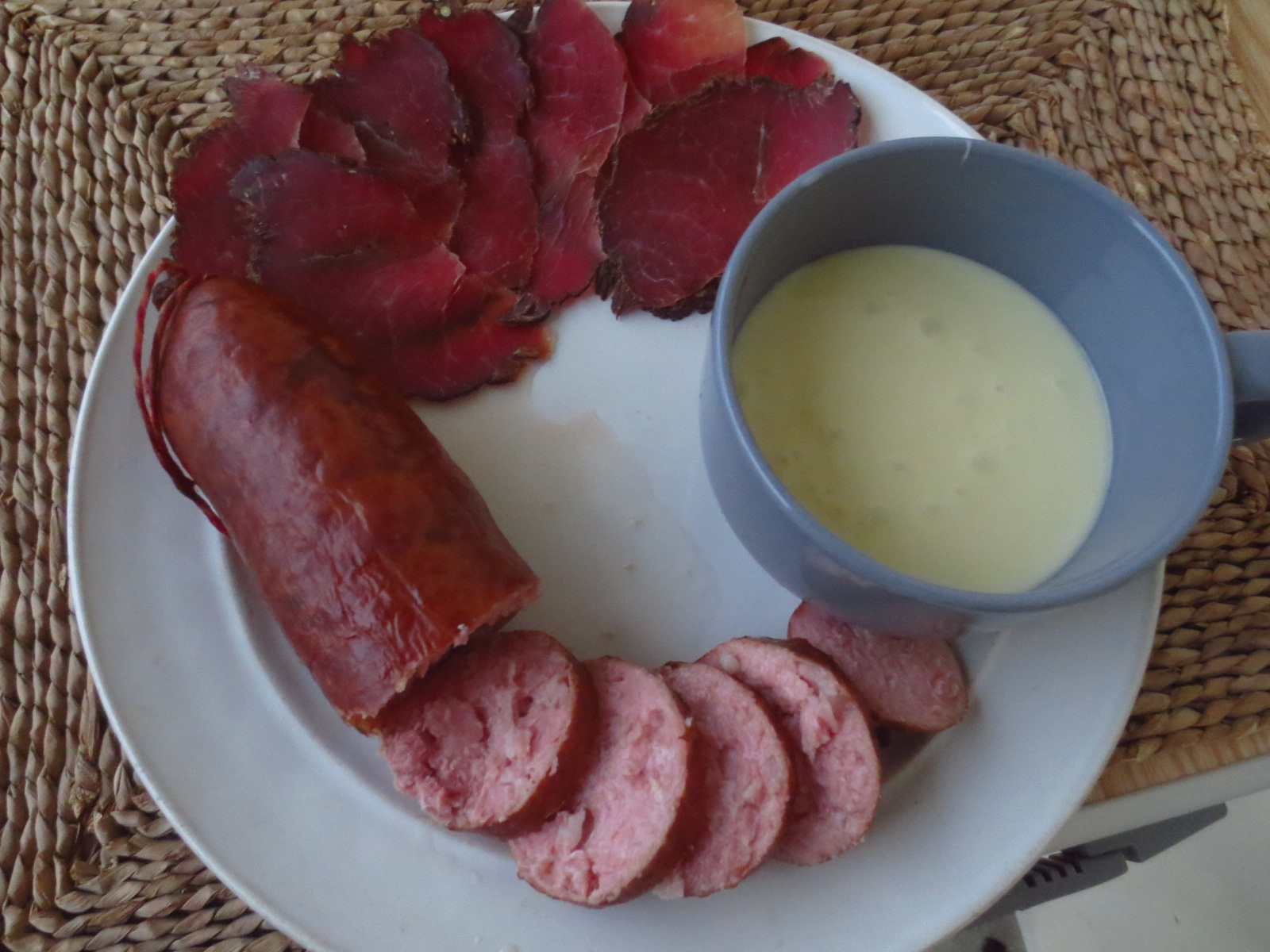
Assiette comtoise de saucisse de Morteau de brési.
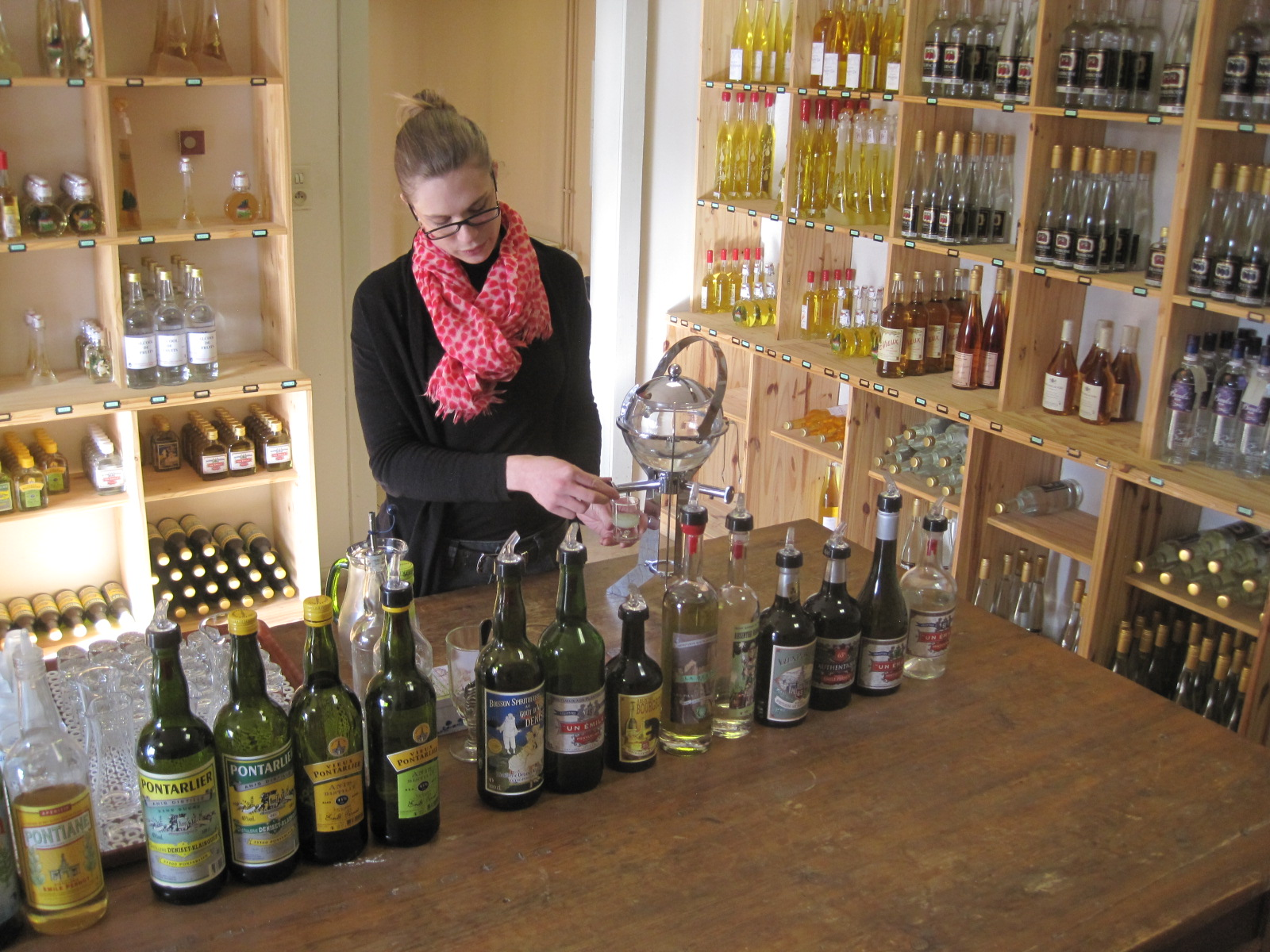
Absinthe et Pontarlier (apéritif).

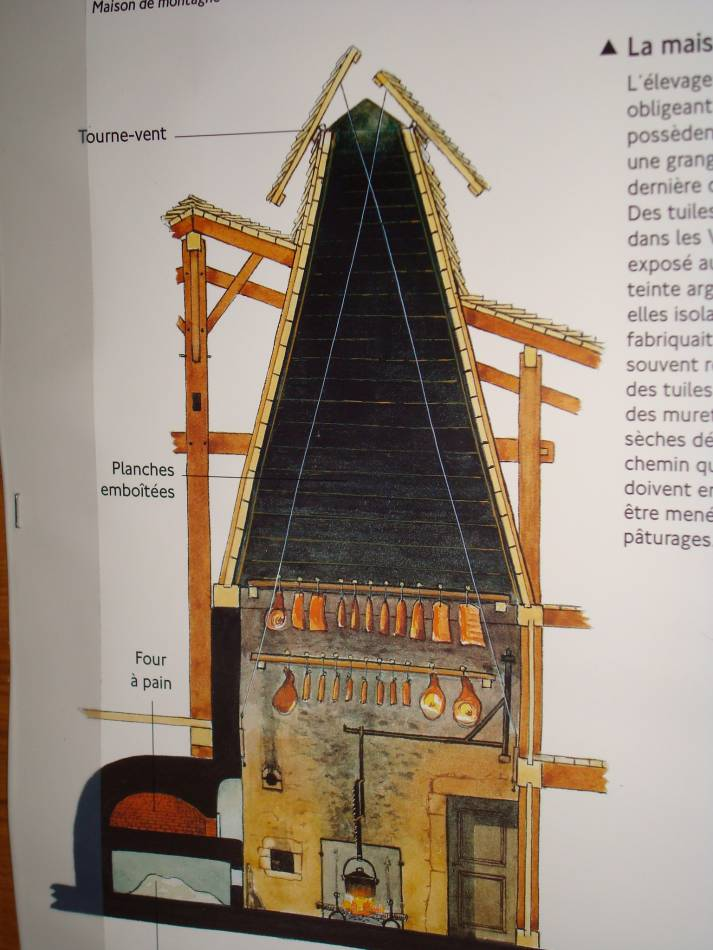
Tuyé traditionnel de ferme comtoise.

Quelques exemples de produits locaux :
- Charcuteries : saucisse de Morteau, viande séché Brési ;
- Les fondues : au comté, au Mont d'Or, à la cancoillotte ;
- Fromages : comté, mont d'Or, cancoillotte, raclette, édel de Cléron ;
- Plats typiques : truite au bleu, croûte aux morilles, croûte aux champignons, potée comtoise, jambon à l'échalote ;
- Desserts : gâteau de ménage, sèches ;
- Alcools : pontarlier, absinthe, liqueur de sapin.